# 三里塚闘争
三里塚闘争（さんりづかとうそう）は、千葉県成田市の農村地区である三里塚とその近辺で発生し継続している、成田市・山武郡芝山町の反対派住民および革新政党から始まり、住民の多数派との合意後に残存反対派住民が受け入れた新左翼活動家らとの新東京国際空港（通称：成田空港、2004年4月1日以降の正式名称は成田国際空港）の建設または存続に反対する闘争（紛争）。成田闘争（なりたとうそう）とも呼ばれる。日本で公共事業における地元住民と合意形成する重要性、外部から左翼を介入させると泥沼化することの教訓となった。

## 概要

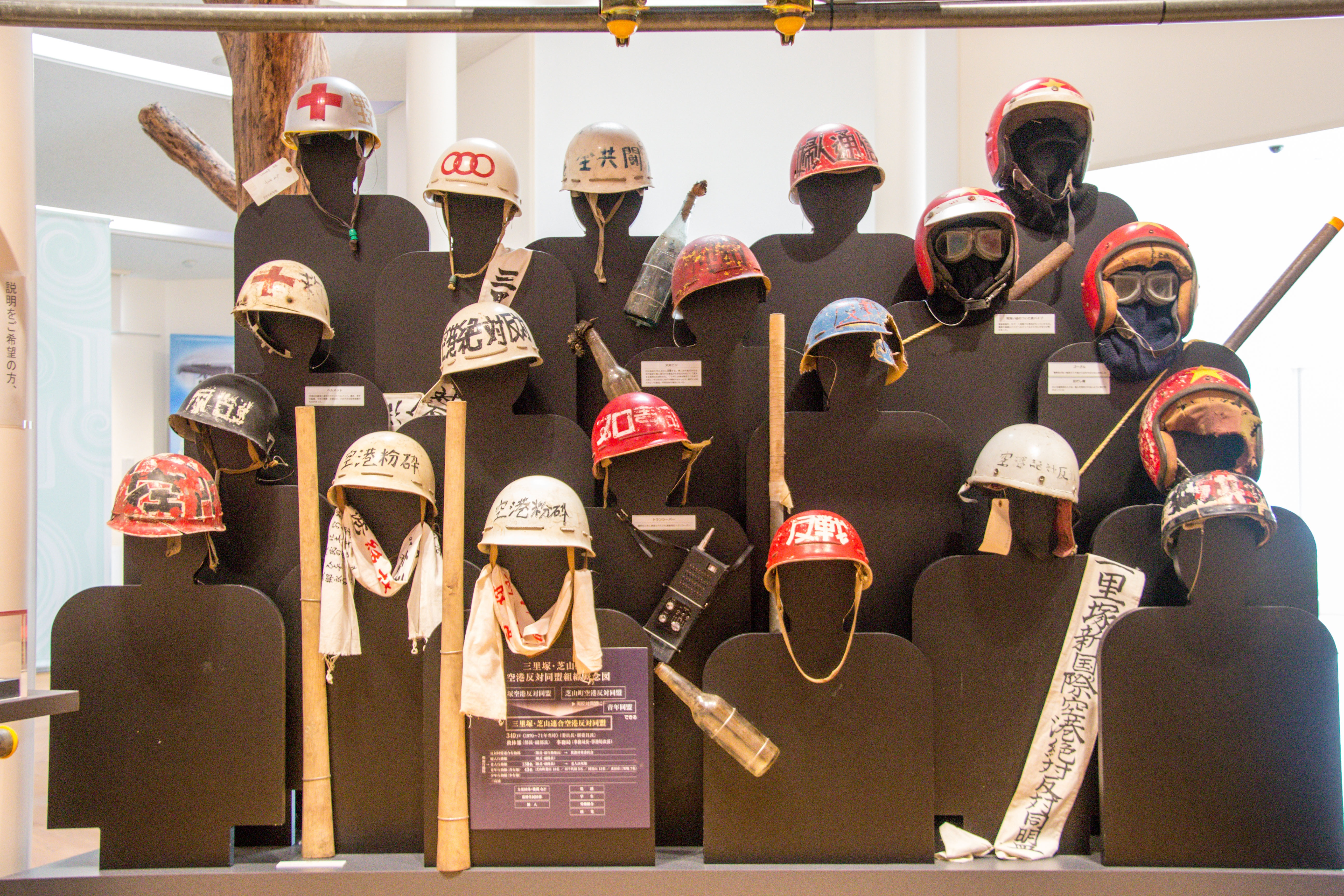
闘争で新左翼党派や反対同盟員が使用した装備（成田空港 空と大地の歴史館展示）

三里塚闘争は、1966年7月4日に「新東京国際空港の位置および規模について」との閣議決定で空港の建設地が現在の位置に決定するまでの経緯ならびに空港用地内外の民有地取得問題および騒音問題への懸念などにより、空港建設に反発する地元住民らが革新政党指導の下で結成した、「三里塚芝山連合空港反対同盟」による反対運動をその源流とする。
反対運動は当初、日本共産党と日本社会党の支援を受けていたが、反対同盟が1967年8月16日に「あらゆる民主勢力との共闘」として敵対する新左翼党派（反代々木派）の受け入れを表明した。新左翼党派との合同で反対運動が過激化し、新左翼と対立している日本共産党と反対同盟との関係にも亀裂が生じた。同年12月15日に反対同盟は日本共産党の支援と介入を排除する声明を発表し、日本共産党の党員や支持者だけでなく、日本共産党支持の住民も反対運動から排除された。1968年4月6日には、空港公団は条件賛成派地元住民4団体との間で「用地売り渡しに関する覚書」を取り交わしたことで、空港用地の民有地部分の89%（597ヘクタール）を確保している。日本社会党は初期から1970年代には反対運動を積極的支援していたものの、新左翼が主導する過激な反対運動を擁護することへの世論の批判が強まった1980年代には手を引いた。日本社会党は、成田空港賛成派&条件賛成派からは反対運動を積極的に支援してきたことを、反対派からは置き去りにして反対運動から撤退したことを、それぞれ批判されている。
1967年8月から新左翼が本格的に入り込み、世界の空港建設史上の中でもまれにみる難航を重ね、激しい闘争によって開港が当初予定より大幅に遅れただけではなく、双方に死者を出す惨事をもたらした。以降から左翼の介入を許すと泥沼になること、初期に地元住民だけ参加出来る説明会で合意形成をすること、左翼活動家が反対運動へ交じることの危険性が説かれた 。
1978年5月20日の開港後も過激派によるテロ・ゲリラ事件や強固な反対運動が継続し空港の拡張が停滞したため、一時は世界屈指の国際空港の地位にあった成田空港も各国間の空港開発競争の中で次第に劣勢となっていった。また、地域社会にも住民間の対立をはじめとする爪痕を残すなど現在に至るまで大きな影を落としている。さらに、この闘争は公共事業のあり方についても国内外で大きな波紋を呼んだ。

## 空港計画浮上前の三里塚周辺

### 御料牧場
千葉県の北部は『続日本紀』で「令諸国定牧地放牛馬」とある700年（文武天皇4年）から続く馬の牧用地（牧）として知られており、源平合戦では東国の源氏に軍馬を供給していた。江戸時代には小金五牧および佐倉七牧が設けられ、広く平坦な下総台地を活かして軍馬の飼育生産が行われた。現在の成田空港は、佐倉七牧のうち取香牧と高野牧があった場所に跨って位置する。

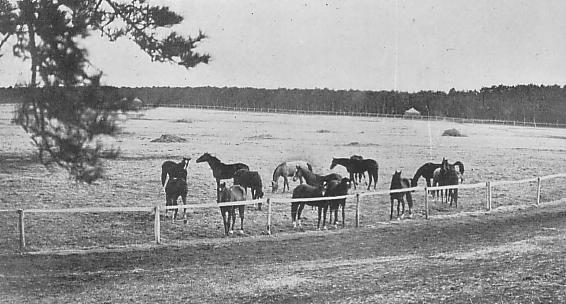
1930年当時の宮内省下総御料牧場

明治維新後、殖産興業を推進した明治政府は、アメリカ人牧羊家アップジョンズをお雇い外国人として招いて取香牧付近に牧羊場を設け、大久保利通肝いりの内務省の政策の一環として近代牧畜による羊毛自給を目指した。しかし、大久保は紀尾井坂の変で斃れ、輸入した緬羊には疥癬が蔓延したうえにアップジョンズも不慮の事故などにより離日することとなり、牧羊事業は縮小を余儀なくされた。この牧羊場は宮内省に移管され、同じく取香に設置された種畜場と合併して下総種畜場と改称し、これが後に下総御料牧場（以下、御料牧場）となった。。
牧場とともに形成された三里塚の街では八百屋・魚屋・仕立て屋といった商店を営む牧場の出入り業者や牧場の「臨時とり」（日雇い）をする者などが居住し、牧場を中心とした生活が営まれていた。
しばしば御料牧場を訪れる皇族も住民らにとっては身近で親しみを感じる存在だった。裕仁親王（後の昭和天皇）成婚を記念して植えられた竹の美林に隣接する御料牧場には日本有数の桜並木があり、春先になると当地に敷設された多古線に東京から乗り入れる直通列車が仕立てられて、千葉県随一の景勝の地と言われた三里塚に大勢が花見に訪れた。高村光太郎は、「三里塚の春は大きいよ」から始まる『春駒』と題する詩で、在りし日の御料牧場の様子を詠んでいる。
「御料牧場を知らないやつは空港に反対する根拠がなかっぺよ」「本当のとこをいうと、（空港建設で）御料牧場がなくなるっていうんで、ここらの人はみんな気がおかしくなったんだっぺよ」と地元住民が後に語ったほど、御料牧場は近隣で生活する住民にとって物心両面で欠くことができない存在だった。

### 古村

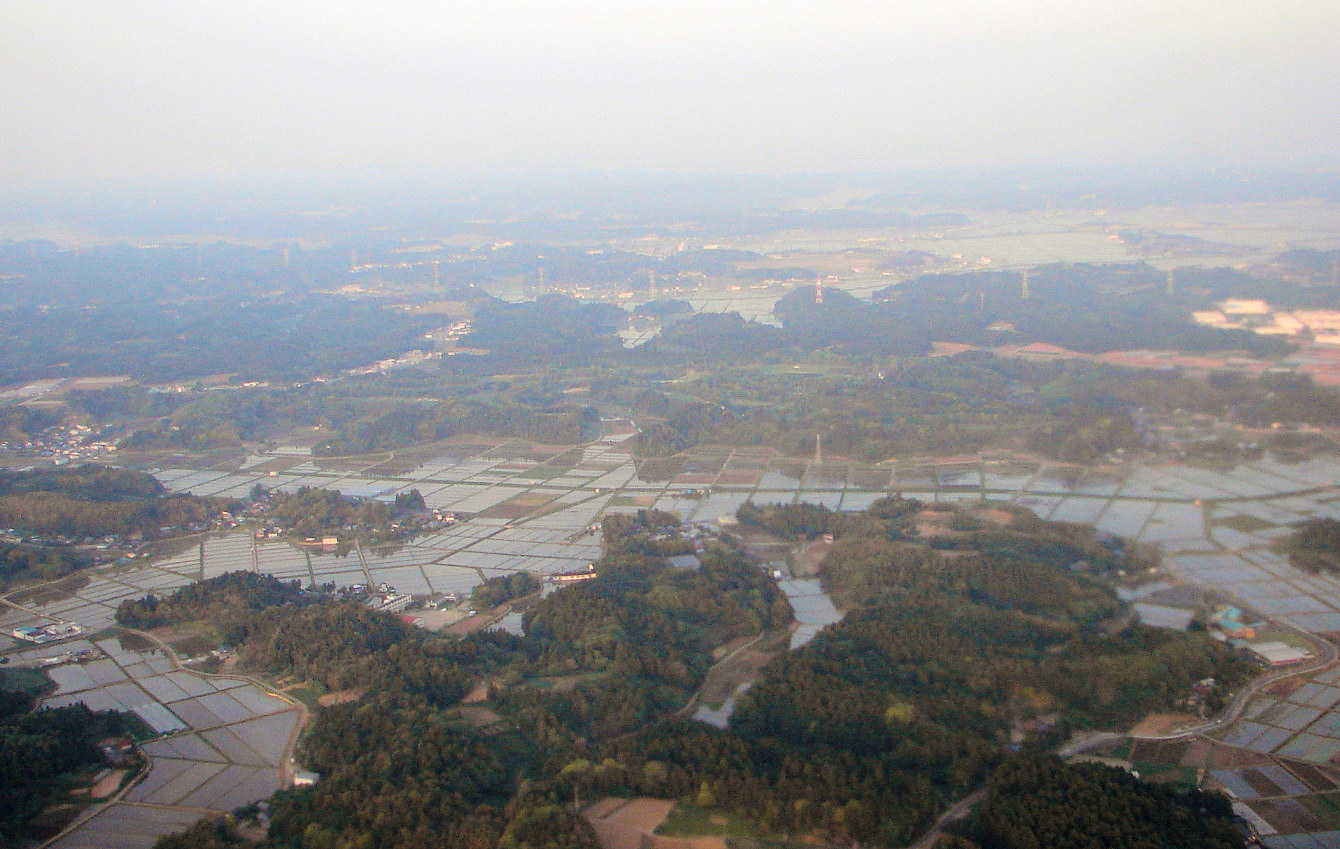
芝山町の谷津田（2009年4月）

下総台地が削られてできた谷地では谷津田と呼ばれる湿田で古くから農作が行われていた。そこで農業を営む江戸時代から続く集落は古村（）と呼ばれ、強固な村落共同体が形成されていた。芝山の集落の多くがこの古村であり、成田側（旧・遠山村）でも取香や駒井野がこれに該当する。
なお、駒井野には水野葉舟が居住しており、開墾の様子を「我はもよ 野にみそきすと しもふさの あらまきに来て 土を耕す」と短歌で謳っている。
この地は下総と上総の分水嶺に位置し、江戸時代は天領の代官の管轄区域の末端となっていたために強力な支配権が及ばず、権力に反抗的な風土が培われていたともいわれ、1914年には農民組合が組織されていた芝山町（当時は千代田村と二川村に分かれていた）では農村の階級支配に対し過去数々の争議が行われてきており、千葉県内でも農民運動が最も盛んな地域だった。

### 開拓部落

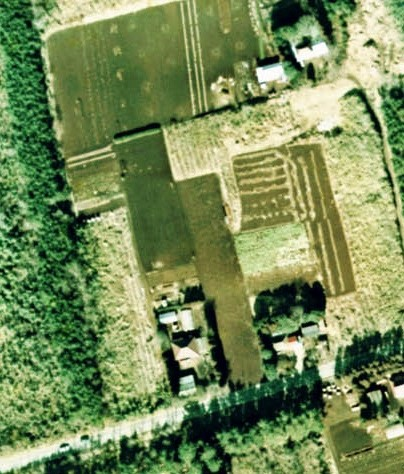
開拓農家の例（1974年度）それぞれの家ごとに四角い区画を有しているのが特徴である

第二次世界大戦敗戦直後の1946年に戦後開拓の一環として御料牧場の敷地のうち約1000町歩が農地として開放されたほか、県有林の一部だった土地が払い下げられたことで入植が始められた。天浪・木の根・東三里塚・古込・東峰など成田側の耕作地の多くは、このときに開墾が始められたものである。当時の入植者は、「新窮民」と呼ばれる、敗戦によって生まれた引揚者や沖縄戦による荒廃と米国による統治により帰郷ができなくなってしまった沖縄県出身者、長男でないために家督を継げない農家の子息などで占められていた。なお、払下げの価格は一反当り80円（ショートピース2缶相当）程度だった。
「新窮民」の多くはほとんど身一つでこの地で開墾を始めたため、その暮らしぶりは極めて貧しかった。「新窮民」らの開墾は困難を極め、昼間は古村での小作で収入を得て、その後は月明かりの下で鍬1本で開墾作業を行った。炊飯の頻度を最小限にして少しでも開墾に時間を充てるため、4日分の米をまとめて松葉などで炊き空気に触れて腐りやすい部分を削いで食べながら「オガミ」と呼ばれる電気や水道も通らない三角形の粗末な藁小屋で原始的な生活をしていた。
農家としての生き残りをかけた土地争いも発生した入植地では、過酷な環境に耐えられなかった入植者が次々に脱落していった。結果としてこの地に残ったのは、脱落者から農地を買い取り生計を立てられるだけの規模を確保した者たちだった。
それ以前にも1923年に宮内省御料牧場の2000町歩が払い下げられるなどしており、天神峰・横堀・十余三など、明治・大正期に原野を開墾して成り立った部落もあった。それらの地区で行われた開墾の中でも特に古いものとしては、三井八郎右衛門ら富豪の出資によって設立された開墾会社によるものがある。この開墾を行ったのは、明治維新によって職を失った下級武士・武家の奉公人・流浪の民などからなる、開墾会社に雇われていた「東京窮民」であった。事業は台風での被害を受けるなどの困難に直面し、苦境に耐えかねて逃亡する者が相次いだ。開墾会社は業績不振で結局解散するが、この地に留まって開墾を続ける「東京窮民」や脱落した「東京窮民」から農地を取得した農民は、その後小作料の上納と土地所有をめぐり地租改正で発行された地券を持つ東京の豪商と争い、長い裁判闘争を経て入植者の権利の保証を勝ち取った。
これらの経緯から、この地域の農民には土地に対する執着が深く刻み込まれていた。

## 紛争発生の経緯

### 逼迫する航空需給

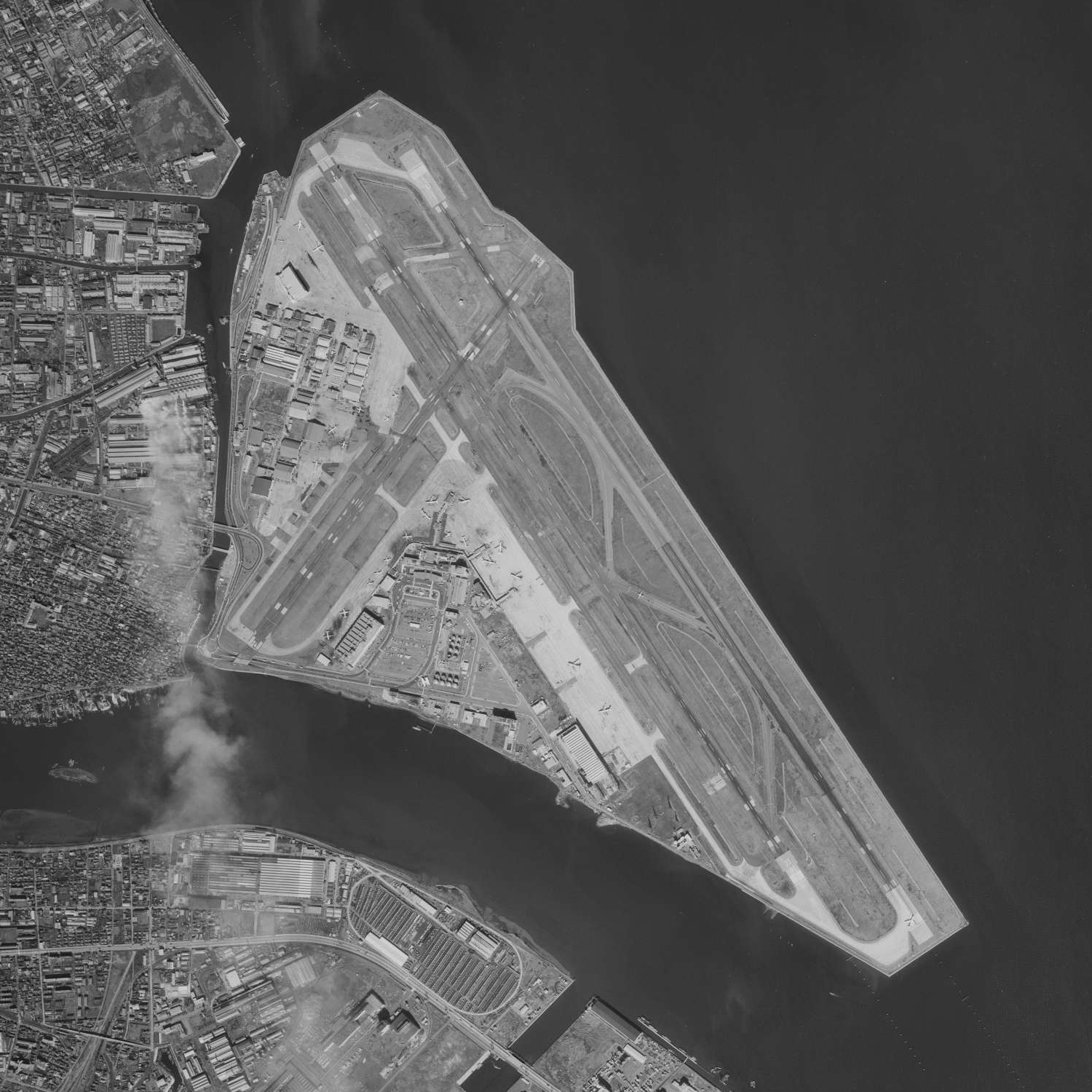
1965年当時の羽田空港

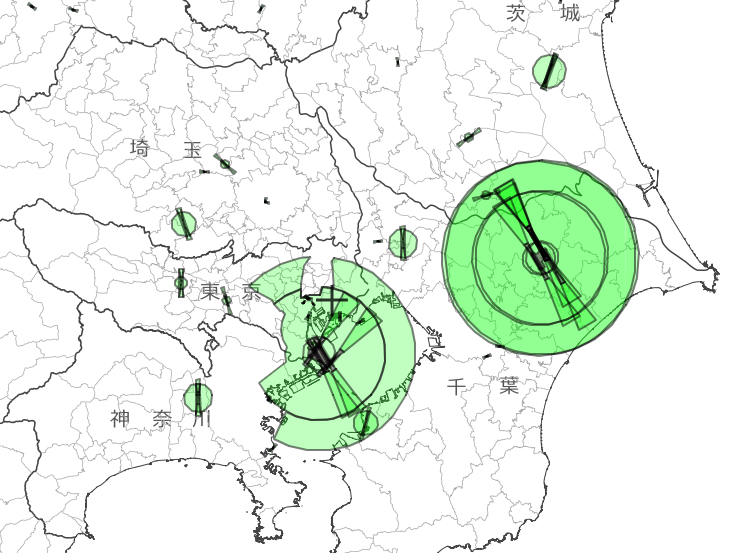
2023年現在の空港等周辺空域。千葉市街地を挟んで成田・羽田両空港の制限表面が設定されている。羽田空港の制限表面は、新空港建設候補地となった浦安・木更津を含む東京湾一帯に跨り、東京西方には南北に発着する飛行場が点在する。1963年の航空審議会答申で適地とされた富里案では、新空港の空域が羽田空港と下総航空基地にさらに接近することになる。

1960年代初頭、急速なジェット化による大量輸送時代の幕開けと高度経済成長によって日本の航空需要は急激に増大しており、旅客需要の伸びと航空機の発着回数の増加傾向がこのまま推移すれば、当時唯一の国際拠点空港であった東京国際空港（通称：羽田空港）の能力は1970年頃に限界に達すると予想された。しかし、以下のような理由でその拡張性が見込めなかったため、羽田空港のC滑走路整備を進めていた当時の運輸省も、羽田が将来の需要を賄うことについては超音速輸送機が今後主流になることも見すえて「その実現はほとんど不可能といわなければならない」という見解だった。
1. 北西側部の大田区・品川区には人家密集地帯が存在し航空機騒音対策が困難であり、南西側には川崎市の石油コンビナート地帯が隣接しており、さらに南側は多摩川の河口に面しているため[注釈 15]拡張できるのは東の東京湾沖合しかないこと[69][74][75]。
2. 当時、船舶が殺到してパンク状態となっていた東京港では拡張計画が進行中であり、羽田空港の沖合への展開は海上輸送や港湾の能力増強に著しい支障をきたすこと[64][69][74][76]。
3. 当時の港湾土木技術では、水深20メートルにある海床の埋め立てが困難だったこと[注釈 16][注釈 17][64][69][70][75][76][78]。
4. 在日米軍が管理している専用航路・東京西部空域ほか軍用飛行場群が有する管制空域との兼ね合いなどがあり、航空機の出発経路の設定が著しい制約を受けること[注釈 18][64][69][70][78][79][80]。
5. 建設上の制約で各滑走路を独立運用できるような配置にすることができず、滑走路当たりの処理能力が低下すること[注釈 19][注釈 20][75]。

そこで、政府（池田内閣）は来るべき国際化にともなう航空（空港）需要の増大に備え、羽田空港に代わる本格的な国際空港の建設計画の策定に着手し1962年11月16日に第2国際空港建設方針が閣議決定された。

### 新空港計画の策定と富里空港案

#### 新空港の青写真と航空審議会答申

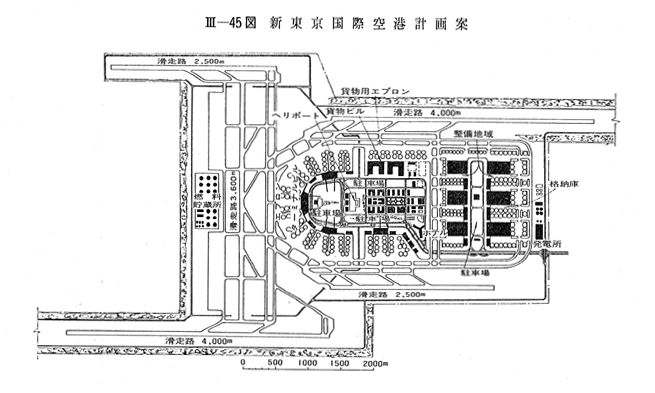
新東京国際空港計画案（当初）

1963年6月に運輸省が作成した冊子『新東京国際空港』（通称：青本）で示された「当初計画での新空港」は、超音速輸送機用の主滑走路（4,000メートル）2本、横風用滑走路（3,600メートル）1本、国内線用滑走路（2,500メートル）2本を具備し、総敷地面積は約2,300ヘクタールと、当時の羽田空港（350ヘクタール）はおろか世界の主要空港（ヒースロー空港1,100ヘクタール、オルリー空港1,600ヘクタール、ニューヨーク国際空港〈現ジョン・F・ケネディ国際空港 〉2,000ヘクタール）と比較しても先進的なものだった。
「青本」が出されたのと同じ頃から建設地についても本格的な検討が進められ、候補地としては千葉県浦安沖、印旛沼、木更津沖、富里村（現富里市）・八街町（現八街市）付近、白井、茨城県霞ヶ浦周辺、谷田部などが挙げられた。これらはいずれも東京都の東側に位置し、特に利用可能な空域や広い面積を持つ千葉県に候補地が集中した。
1963年12月11日に航空審議会が綾部健太郎運輸大臣に最も有力な3候補地について以下の通り答申し、富里村付近が候補地として最も適当であるとした。
1. 浦安沖は公衆の利便の点では最も魅力的であるものの、航空管制上の羽田との関係[注釈 22]や埋め立てにともなう造成経費[注釈 23]が難点であり、気象条件についても臨海工業地帯の造成がさらに進んだ場合はスモッグによる障害が懸念される[90]。
2. 霞ヶ浦周辺（稲敷台地または湖面）は航空自衛隊百里飛行場の影響がある。
3. 富里村付近は気象条件により滑走路の方向を弾力的に決定でき、地形・都心との距離の両面において霞ヶ浦沖よりも優れている。

なおこのとき、航空審議会は「この際、中途半端な空港を作ることはかえって将来に禍根を残すことになるので、可能な限り能力の大きい空港とすることを基本的態度として考えるべきである」としている。また、航空審議会の答申の中では土地の取得問題について何ら言及はなかった。

#### 建設省・党人派との対立
それまで候補地の1つとなっていた木更津付近は羽田空港の進入出発経路の要衝となっているため、上記の航空審議会答申では「最も有力な3候補地」から除外されている。木更津案は建設省と河野一郎が推進していたものであり、特に河野は羽田空港を廃止してでも東京湾を埋め立てて新空港を建設するべきだと主張して譲らず、これに田中角栄蔵相や赤城宗徳農相も同調するなど答申後も攻防が続いた。
これは運輸省・建設省間の縄張り争いであるだけではなく自由民主党内の官僚派と党人派との駆け引きでもあり、その背景には浚渫工事や土地売買を巡って暗躍する業者の存在が噂された。更に折悪しく池田勇人首相は喉頭癌による体調不良で調整力を失った。政治力のない運輸省は、航空管制の技術的側面から下総台地こそが理想の立地であると考えながらも、こうした実力者の動向に気を遣うあまり地域住民の存在については蔑ろになったとの指摘もある。
池田首相は1964年東京オリンピック閉会をもって退陣を表明し、運輸官僚出身の佐藤栄作を後任に指名した。

#### 富里案の一時内定

富里での空港建設内定を報じる、1965年11月18日付の毎日新聞夕刊

1965年11月18日、佐藤内閣は同年に実施されたボーリング調査の結果から霞ヶ浦は候補地として適当ではなかった として関係閣僚懇談会で空港建設地を富里に内定し、橋本登美三郎官房長官が記者会見で「関係閣僚協で新空港を富里にすることに内定した。あす閣議決定する」と突如発表した。これについては、埋め立て案を強力に推していた河野の急死と内陸案に難色を示していた友納武人千葉県知事の病気療養による不在を奇貨としたのではないかとの指摘もある。
巨大な空港の面積は富里村の半分にも匹敵しており、空港周辺に展開されるであろう開発も考慮すれば、その実現は近代牧畜の発祥の地であるとともに末廣農場をはじめとする日本の農場経営のモデルケースとされてきた村がほとんど消滅することを意味していた。
当時は2023年現在と比べ、航空機の利用は大衆に浸透しておらず、騒音など外部不経済の負担が大きい空港は、単なる迷惑施設であるとしか世間は認識していなかったこともあり、既に空港建設の候補地となっていた各地では、反対運動が繰り広げられていた。富里村および八街町でも1963年には「富里・八街空港反対同盟」が結成されており、政府が迷走している間に革新政党が指導する反対運動が浸透していた。さらに突如として一方的に内定を突きつけられたことで地元農家らは「何が候補地として最適だ。地元の調査も挨拶もないうちに一方的に決められてたまるものか。ここは日本一の農耕地だ。農地はわれわれのいのちだ」と激怒した。
その結果、富里・八街の地元住民らがさらに激しい抗議活動を展開するようになっただけではなく、政府発表まで根回しが全くなされなかった地方公共団体からも反発が出て、閣議決定はいったん取りやめとなった。千葉県庁には「富里に決定したら命をもらう」「ベトコン作戦で徹底的に戦う」など、脅迫まがいの電話や直談判が殺到した。
また1960年代の日本は、中央政府・地方自治体・住民の力関係が変化しつつある時期にあたっていたが、これまで地元の陳情・請願を受けて飛行場を造ることがほとんどだった運輸省当局は、用地取得に関する地元住民との話し合いをどうするかも全く決めておらず、住民対策として「用地買収の条件」「代替地」「転業対策」「騒音対策」の4条件を提示して抗議してきた千葉県側に対しても「新東京国際空港公団法を次の国会に提出し、その公団に各省から人を出してもらって相談してもらう」とした。こうした「地元は政府の決めたことに従えばいい」と言わんばかりの運輸官僚の態度は、さらに火に油を注ぐこととなった。

### 三里塚・芝山の登場

#### 水面下の調整

富里空港反対派県庁乱入事件と全日空羽田沖墜落事件を報じる紙面（1966年2月7日毎日新聞夕刊）

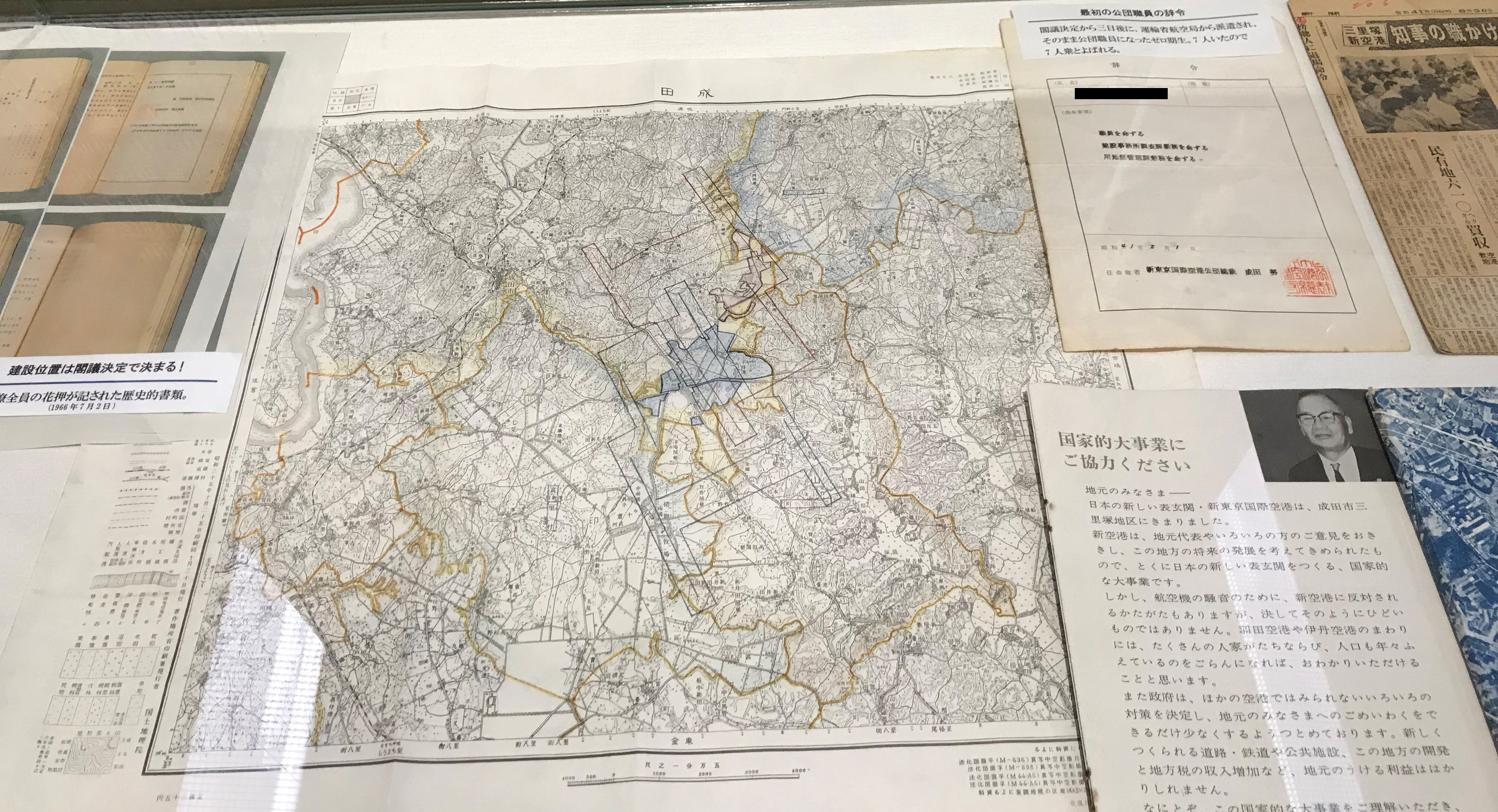
三里塚での空港位置検討図。空港レイアウトは富里空港案のものが使われている。（成田空港 空と大地の歴史館展示）

富里空港反対派のデモ隊が千葉県庁に乱入するなど、翌1966年になっても反対運動は収束する気配を見せなかった。さらに同年の2月から3月にかけて大規模な航空事故が日本国内で相次いで発生（全日空羽田沖墜落事故・カナダ太平洋航空402便着陸失敗事故・英国海外航空機空中分解事故）。特にうち2件の事故は羽田空港の着陸援助能力の低さとの関連が指摘され、安全な航空施設の早急な整備が強く叫ばれるようになった。羽田が手狭であるというパイロットの不満の高まりとともに、日本航空や外国航空会社からの要求も無視できない段階に達しており、東京を世界の中心の一つとする日本の将来展望を実現するには、新空港が不可欠であると考えられた。
これらを受けて空港建設地問題の決着を急ぐ佐藤栄作首相の下で、若狭得治運輸事務次官が友納知事と秘密裏に交渉を行った。これと並行して自民党政務調査会交通部会でも代替案の検討が進められ、川島正次郎自民党副総裁の斡旋などを経て、
1. 空港の規模を大幅に縮小
2. 位置を約4キロメートル北東に移動させて国有地である下総御料牧場を建設地に充てる（なお、御料牧場は既に富里案での移転農家向けの代替地として検討されていた）

という修正によって民有地を最小限に抑える三里塚案が浮上、水面下で調整がなされた。この三里塚案は羽田空港の存続を前提とした技術的な見地を重視する運輸省と「運輸省はじめ航空関係者は空ばかり見て、地に足がついていない」と批判してきていた「現実政治家」との妥協の産物であるともいえる。
なおこのとき、三里塚地区の貧しい開拓農民が相手であるなら「買い上げ価格を相当思い切ってやりさえすれば、空港建設は可能である」との思惑から古村を避けてなるべく開拓部落に収まるように空港のレイアウトを決めたと言われる。
一方、運輸省では富里案こそが理想の新空港の形であり、三里塚案は「つなぎ」「暫定案」であるとの認識が残っていた。すでに三里塚案での調整が政府と千葉県の間で進められていた1966年6月21日に中村寅太運輸相が「新空港は富里・八街以外にない」と記者会見で述べたうえ、空港建設にあたり設立予定の空港公団総裁に指名された成田努が7月12日に「地元農民の賛成があれば（政府案以上に）拡張したい」との談話を出し、地元からの不信感を招いている。

#### 閣議決定と動揺する地域

佐藤首相と友納知事の会談を写真付きで報じる1966年6月23日付の毎日新聞

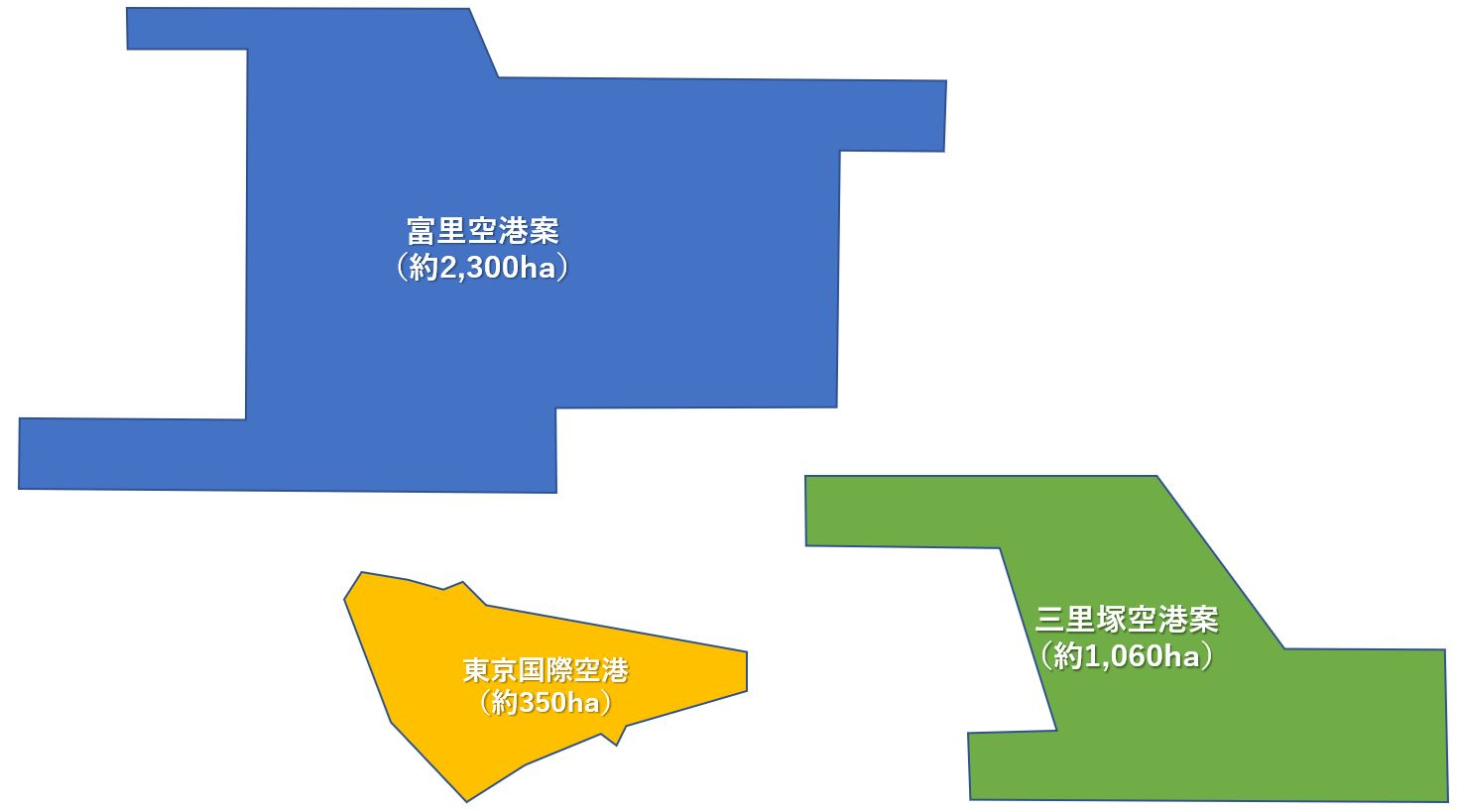
富里空港・三里塚空港案、1966年当時の羽田空港規模比較図

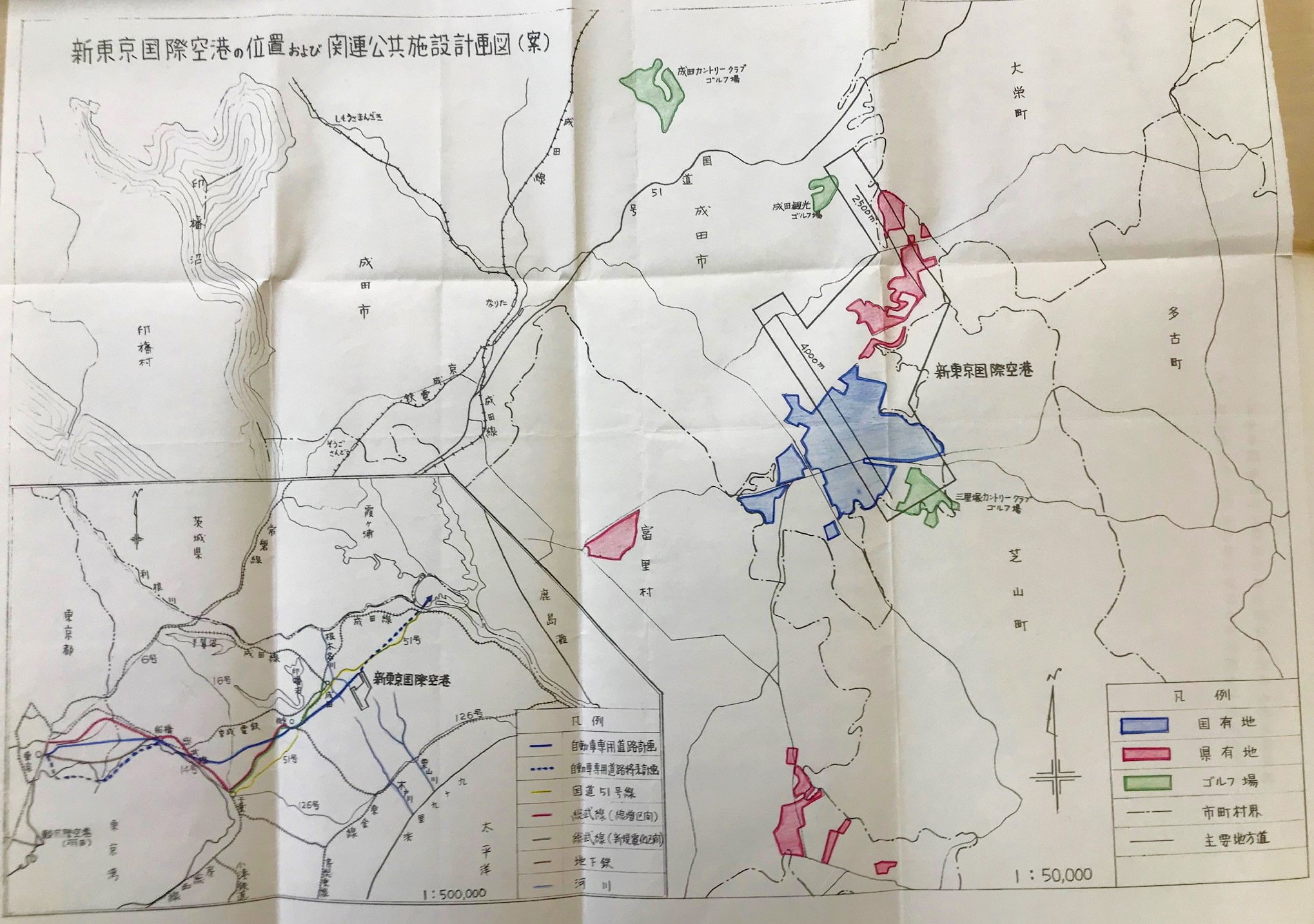
1966年7月4日閣議の資料。公有地やゴルフ場を最大限利用して対象民有地の面積を抑えようとしていることが窺える。（国立公文書館蔵)

中村運輸相が「富里・八街以外にない」と述べた翌日の6月22日、佐藤首相は三里塚・芝山地区での空港建設案について友納知事と首相官邸で協議し、その内容が報道された。3日後の6月25日、友納知事は成田市長の藤倉武男へこの協議内容を正式に伝達している。
今回は千葉県のトップとは調整が行われていたものの、地元住民の意見聴取はやはり行われておらず、現地には一言の相談もなく「空港が空から降ってきた」形となった。結果、富里での空港建設を対岸の火事と思い、空港建設による経済的恩恵さえ期待していた三里塚・芝山地区の住民らも、寝耳に水の状態で空港建設の内定を報道で知ると「一反歩もあるようなもの（航空機）が降りてくんだぞ。そんなもの降りてきたらどうすんだ」「戦争が起きたら爆弾が落とされる」「騒音で牛の乳が出なくなる」などと恐慌状態に陥り、富里と同様に猛反発した。
革新政党にとっても三里塚への計画変更は意表を突かれるものであったが、巻き返しを図る日本共産党や日本社会党の指示を受けて、富里の反対運動を支援していた両党のオルグ団や反対派の富里住民らが直ちに現地に駆け付け、動揺する住民らに対して「地元民がどんなおどかしや誘惑にも負けずにがんばり、まわりの人びとに支援されてたたかえば必ず勝てる」「富里と同じように闘えば、かならず空港を追い払うことができます」「俺らが勝ったんだから、あんたらも勝てる」などと謳った。
切迫する航空需要を受けて開港を急ぐ佐藤内閣は、空港計画そのものへの交渉行為に応じぬまま、2週間後の7月4日に「新東京国際空港の位置および規模について」を閣議決定した。この時の決定内容は2017年までの成田国際空港の基本計画となっている。ただし、2018年3月13日に四者協議会（後述）が最終合意した機能強化案はこの範疇に含まれない。
新しい空港計画は運輸省が「21世紀にも耐えうる」と自画自賛した富里案の規模に比べ大幅に縮小されてはいたが、それでも空港建設用地は成田市・芝山町・大栄町・多古町に跨る1065ヘクタールもの広大なものであり、御料牧場等の面積は空港予定地の4割（国有地は243ヘクタール、公有地は152ヘクタール）に満たず、ここでも民有地（670ヘクタール、325戸）の取得が課題となり、用地交渉の対象者は千数百人に上った。
しかし、このとき日本政府は空港建設をまだ楽観視しており、あくまで「5年間で完成させるプロジェクトチーム」として各方面からの寄せ集めの人員で新東京国際空港公団を立ち上げている。後に一律に定められた補償額等の制約や激しい反対の中で、空港公団職員らは必死の用地買収交渉を行うこととなるが、省庁から出向してきた職員らの中には横柄な態度で地権者に接して不評を買った者もおり、空港公団OBは当時の状況について「空港用地内の土地の権利関係すらわからない。すべてが準備不足なのに建設は急がねばならない。地元の理解を得るどころではなかった」「民間業者に任せれば（用地取得は）もっと早かったと思う」と振り返る。
1966年12月12日に運輸省が空港公団に指示した基本計画では、1971年春に滑走路1本と西側半分の施設（一期地区）で開港することとし（工事を1970年度中完成）、残りの施設（二期地区）の完成目標は1973年度末とされた。

## 初期の反対運動から条件賛成派の多数派化まで

### 初期の三里塚闘争

#### 反対同盟の結成

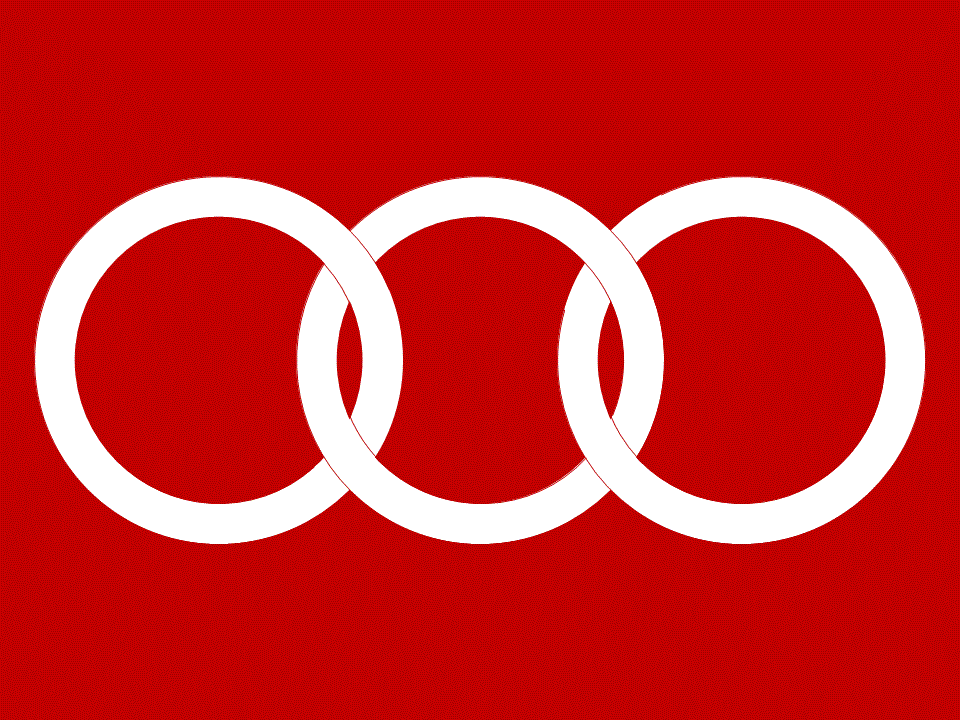
三里塚芝山連合空港反対同盟のシンボルマーク

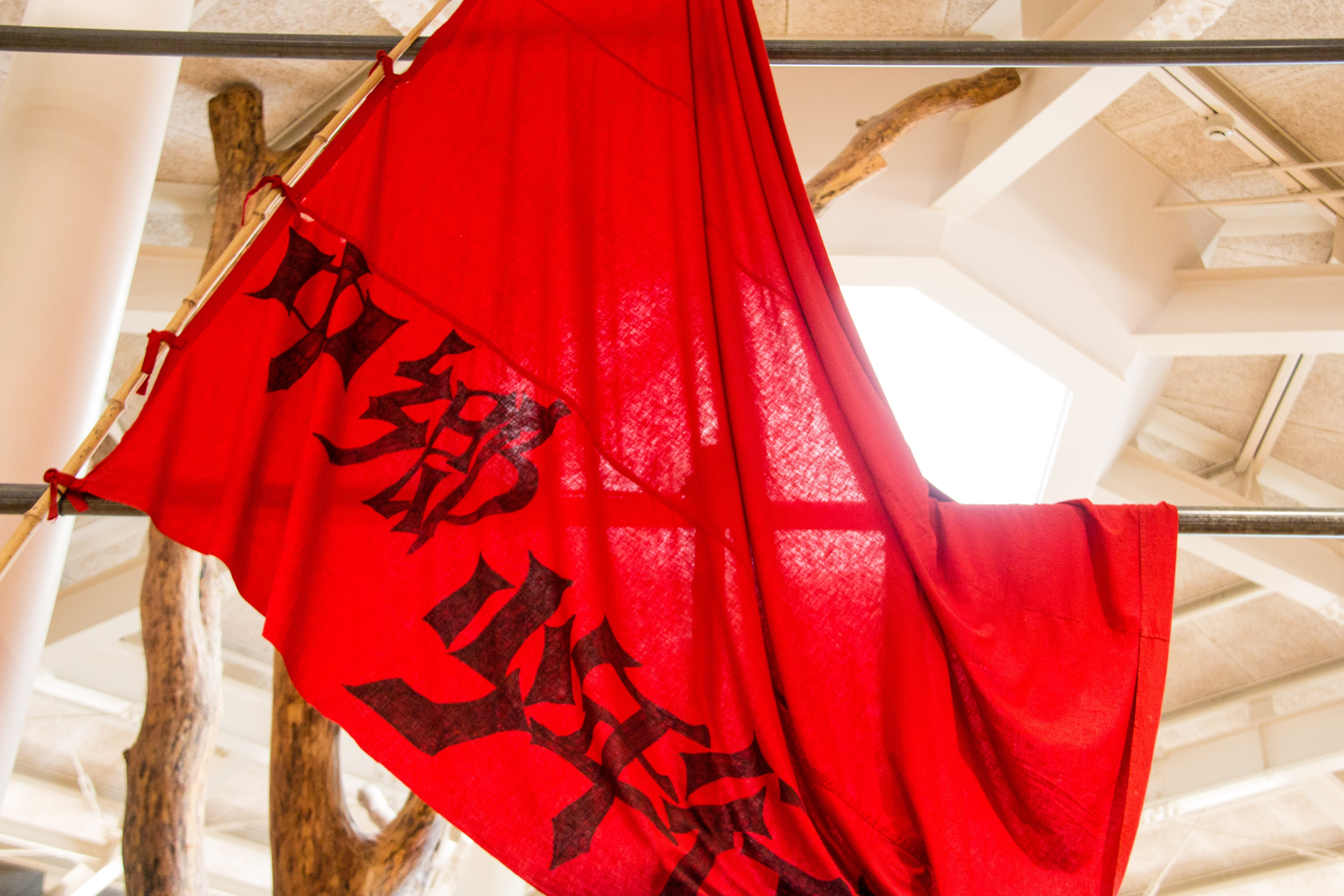
反対同盟少年行動隊が用いていた旗（成田空港 空と大地の歴史館展示）

1966年6月25日、成田市立三里塚小学校で「新空港説明会」が開催され、藤倉市長が住民らに新空港建設への協力を要請した。しかし、空港建設用地と騒音地域の大部分を占める成田市および芝山町はほぼ空港建設反対一色となった。反対する地元住民らは富里村と同様に政府と対決することを決意し、富里の反対運動組織や現地に団結小屋を建てて常駐した革新政党オルグらの指導を受けながら各地区で反対運動団体を組織した。「三里塚空港反対同盟」が結成されたのは「新空港説明会」から僅か3日後の1966年6月28日のことである。
当時、戦後開拓で入植した農民らにとっては、住宅資金や営農資金の返済が終わって農業がようやく軌道に乗り始めており、これまでの労苦の成果が実りつつある時期に当たっていた。また食糧不足の東京に農作物を供給し復興を影で支えていたという自負もあり、自分たちを標的とした三里塚案に大いに自尊心を傷つけられた。兵役・開拓・空港と国に翻弄されてきた農民からは「三度目の赤紙だ」との声も上がった。したがって、彼らは降って湧いた空港建設計画をこれまでの努力を否定するものと捉え、政府側の期待に反して強く反発した。
他にも、古村を開発や騒音から守ろうとする芝山地区等の住民や、皇室ゆかりの御料牧場に強い思い入れを持つ戦前派ら、行政が推進していた東山地区営農改善計画（シルクコンビナート計画）に応じて養蚕用の桑の栽培を始めたばかりにもかかわらず計画を反故にされ憤る農家等、さまざまな背景を持つ者が反対運動に合流した。
1966年7月から8月にかけて「三里塚空港反対同盟」および「芝山空港反対同盟」が合同し、「三里塚芝山連合空港反対同盟」（以下、反対同盟。）が結成された。
初期段階での反対同盟は、農民を中心に用地外も含め約1200戸・約1500人で構成された。各部落には独立性が認められていたが、反対同盟の下部組織として少年行動隊・青年行動隊・婦人行動隊・老人行動隊が組織されたことにより各世代間での横でのつながりが生まれ、反対派の世帯は一家総出で反対運動に臨んだ。

### 住民説明と補償内容提示による多数派の条件賛成派化・住民間の対立
昭和41年07月04日の閣議決定に前後して、住民世論の賛成への転向を危惧した反対同盟の妨害などを受けながらも、県・運輸省・新たに設立された新東京国際空港公団（以下、空港公団）等により、空港の意義や移転補償内容について住民説明が行われた。
このとき県の「国際空港相談所」所長は、買い取りに応じない地権者への強制収用（土地収用法による行政代執行）の実施を匂わせつつも、
- 畑一反100万円（相場の4倍から5倍程度であり、当時の国家公務員初任給は2万円程度[174]）を基準として、用地は高額で買い取り、現金で支払う
- 買取額を代替地購入に充当すれば、耕地面積を1.5倍に増やせるように調整する
- 離農する地権者には、廃止補償を出す
- 家屋建て替えの費用は、新築見合いで算出する
- 騒音地域内の農耕地に対しては、国費で畑地灌漑施設を整備する（成田用水）

等と説明をしており、「買い上げ価格を相当思い切ってやる」とする政府側の意向が反映された補償方針が示された。
また、1966年7月4日閣議決定（「新東京国際空港位置決定に伴う施策について」）においても、土地や家屋の補償・代替地の確保・騒音対策・職業転換対策・インフラストラクチャー整備を、千葉県当局の要望に沿って行うことが掲げられていた。県の要望によって閣議決定に地元との交渉条件などの地元対策が含まれたのは、極めて異例な措置であった。
これを受けて、閣議決定後の数か月で地権者の8割が「国策であるから絶対反対でなく、条件を出して話し合おう」とする条件賛成派に転向し、成田市議会および芝山町議会もその年のうちに当初可決した反対決議を白紙撤回した。古村では部落の有力者の影響が強い傾向があり、特に成田側の駒井野・取香では有力者が条件賛成派に転じると部落全体も宗旨替えをした。

## 空港用民有地の約9割確保以降

### 条件賛成派団体との土地売却合意
1968年4月6日には、中曽根康弘運輸大臣および友納知事立ち会いのもと、空港公団と4つの条件賛成派団体との間で「用地売り渡しに関する覚書」が取り交わされ、空港公団は空港用地民有地の89%（597ヘクタール）を確保した。
事前に行われていた条件賛成派団体との交渉を経て、覚書では1反当たりの買取価格が当初の説明よりもさらに上昇しており、畑：140万円、田：153万円、宅地：200万円、山林原野115万円となった。また、畑の代替地基準価格は90万円とされ、当初の説明内容に沿う形で代替地の耕作地の価格は、買取額の2⁄3程度に抑えられたほか（他の地目でも同じ比率）、空港公団が用地提供者に対し転職・就職の斡旋を行い、希望者には空港内での営業権を与えることや、代替地を早急に造成し速やかに引き渡す努力をすることなどが約された。
代替地は、引き続き専業農家となることを希望する者には優先的に配分されたものの、兼業農家となることを希望する者も多く、希望者に対して必要な代替地自体が十分に確保できなかったために、移転先の耕地面積が移転前よりも却って減少するなど、問題が無い訳ではなかった。とはいえ、相場以上の土地の買い取り価格をはじめとした補償が提示された結果、9割の地主が一定の理解を示し、用地移転に応じる形となった。
用地買収に応じた者の心情として、小川プロダクションの取材で条件賛成派となった農民らが、
- 共産党や社会党に援農などで恩を着せられると反対運動から抜けるに抜けられなくなるが、このままいったら国や県の援助を得られず代替地もいいところをとられてしまう
- 圧力を覚悟で声を上げたところ、実は条件賛成派になりたかったが近所手前のことで声を上げられなかったとする者が半数以上いた
- 既に空港公団との売買に応じていても、反対運動がすごく、下手な口をきいたら殺されてしまうのでみんなに話せなかった
- 来客があっても自分の塩梅を見に来たと思い、腹の底からじっくり安心して話ができなかった
- （疑心暗鬼で）ずいぶん辛い思いをした。この精神補償ももらいたいくらいだ
- 自分は空港反対だが部落がそうなった以上は条件賛成派に入らなければ生活が成り立たない
- 物価の上昇等も考えると条件賛成派になったのはうまくなかったな（売却を先延ばした方が土地を高く売れた[194]）、という感じはあるものの、自分の身の振り方を考えた時には空港が来てよかったと思っている

等とそれぞれの思いを語っている。なお、この取材記録は同プロダクションの映画作品には使われていない。
また、古村を中心とする地権者らが結成した条件賛成派団体である、成田空港対策地権者会の会長は「先祖伝来の貴重な土地を国家要請で売り渡さなければならない農民の気持ちは複雑だった。売った以上は立派な国際空港を一刻も早く作ってほしいと思った」と語っている。
移転を機に専業農家を辞めた元地権者らの多くは、空港公団の斡旋を受けるなどして、警備業や店舗経営等の空港関連の業種に転職し、取得した代替地にも空港完成後の地価の値上がりが期待された。彼らにとっては新たな生活を営む上で新空港の早期開港が切実なものとなったが、闘争の長期化に伴う開港延期や開港後の空港拡張の停滞によって、さまざまな問題を抱え込むことになる。また、元地権者の中には空港公団職員や測量や代執行を行う空港公団のガードマンとなった者もおり、反対派として闘争を継続する親族や元隣人と対峙する事態も発生した。

### 条件賛成派住民への嫌がらせ
条件賛成派に対する反対派の怨嗟は少なからずあり、上述の地権者会会長は、反対派から連日嫌がらせを受けていたほか、支援学生が提案してきた条件賛成派との再共闘が反対派の会議で一蹴されたり、闘争で荒んだ反対派農家が条件賛成派農家の農作物を荒らすことなども起きた。反対同盟の資料では「佐藤内閣のお先棒かつぎ」「警察の犬」など罵り、条件賛成派が批判された。闘争初期において反対派が多かった古村で条件賛成派農家への村八分が行われ、その農家が法務省人権擁護局に訴えたこともあった。
もともとこの周辺の地域では「香取巡査、山武巡査」と呼ばれるほど警察官となる者が多く、子息が警察官に採用されることは誇られることであった。しかし、成田空港問題は状況を一変させ、反対派の憎悪はこれらの者にも向かった。当初は出身地を考慮せずに成田警備に出動させられたため、勤務中には身内に聞くに堪えない罵声を浴びせられ、私生活においても親の葬儀では誰も手伝いに現れない「村十分」の扱いを受けただけでなく「サツの犬が来た！」と竹槍で追い回され、多くの「山武巡査」がノイローゼに陥ったという。

### 残存の反対派による測量クイ打ち阻止闘争と革新政党 の離反

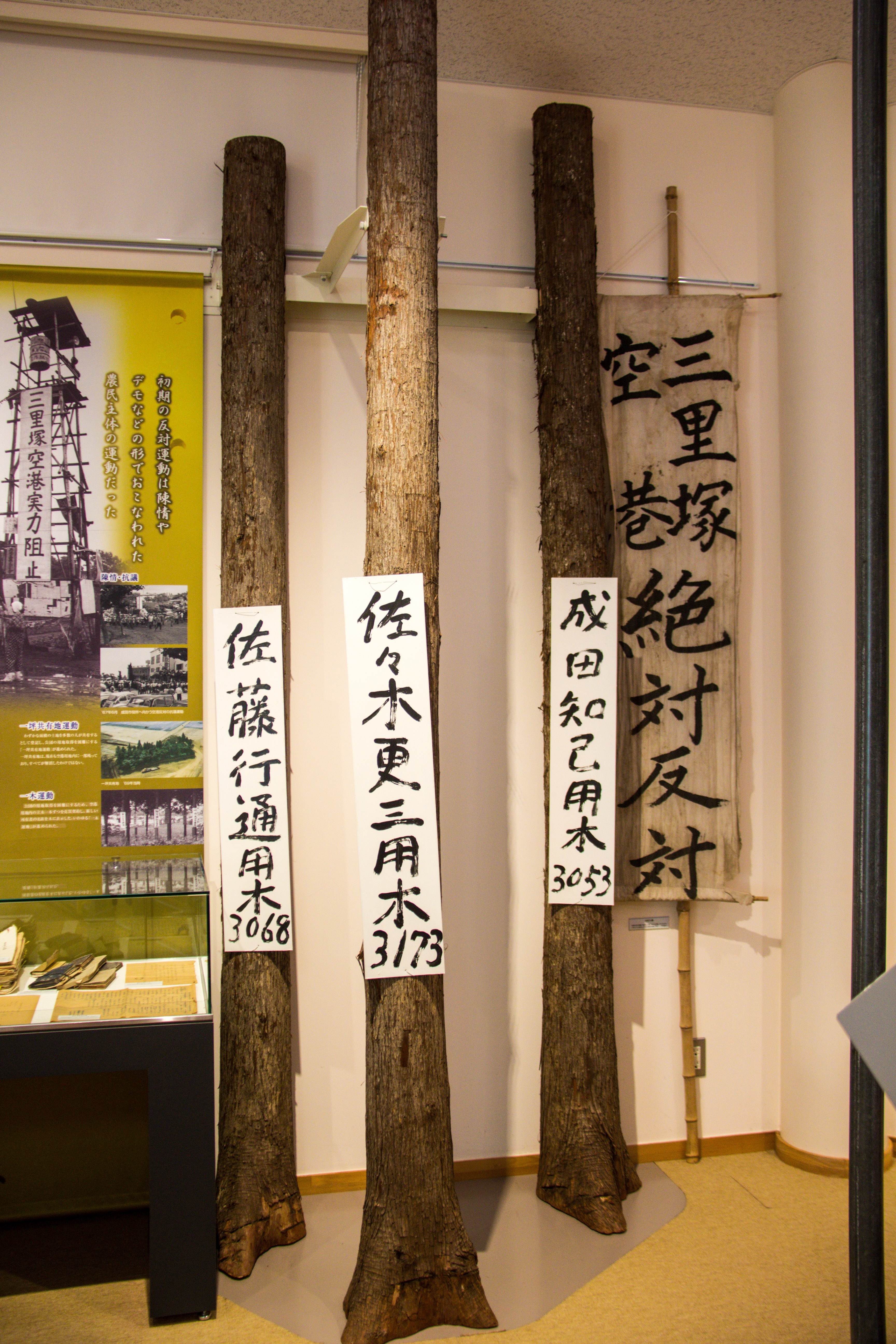
立木トラストの明認札（成田空港 空と大地の歴史館展示）。社会党の佐々木更三・成田知巳、三里塚平和塔の建立にかかわった佐藤行通の名前が見える。

残りの民有地を有する、政府側の硬軟織り交ぜた働きかけを受けても反対同盟に留まった者達の決意は固く、更なる反対運動が続けられた。
反対派は百里飛行場への反対運動を参考に、用地を細分化して空港用地買収交渉を困難にする目的で、革新政党主導の下で土地一坪を地権者や支援者が相互に売買して登記する「一坪運動」や、立木ニ関スル法律に基づいて立木一本一本を売買して表札を掲げる「立木トラスト」を展開した。一坪運動は1966年8月29日から始まり、用地内で33か所の2.1ヘクタールが共有地に充てられ、所有者は1300人余りに及んだ。これらの登記には、日本社会党の国会議員も名を連ねている。

#### 新左翼受け入れによる日本共産党系の反対運動離脱
日本共産党は、新空港がアメリカによるアジア侵略のための軍事基地に利用されるとして、三里塚闘争を反基地闘争の一環に位置付けて反対派組織づくりに取り組んでいたが、反対同盟が1967年8月16日に「あらゆる民主勢力との共闘」として敵対する新左翼党派（反代々木派）の受け入れを表明したことで、両者の関係に亀裂が生じ始めた。
8月21日に、友納知事が土地収用法に基づく空港公団による土地の立入調査が行われる旨を通知した。この間に反対同盟は陳情・デモ・署名運動・解職請求などのさまざまな抗議運動を行うが芳しい成果は上がらなかった。このころの反対派住民の中には自民党支持者も多く、自民党議員への陳情も行われたが、陳情後もそれらの議員が空港賛成の言動を継続したため、失望が広がった。

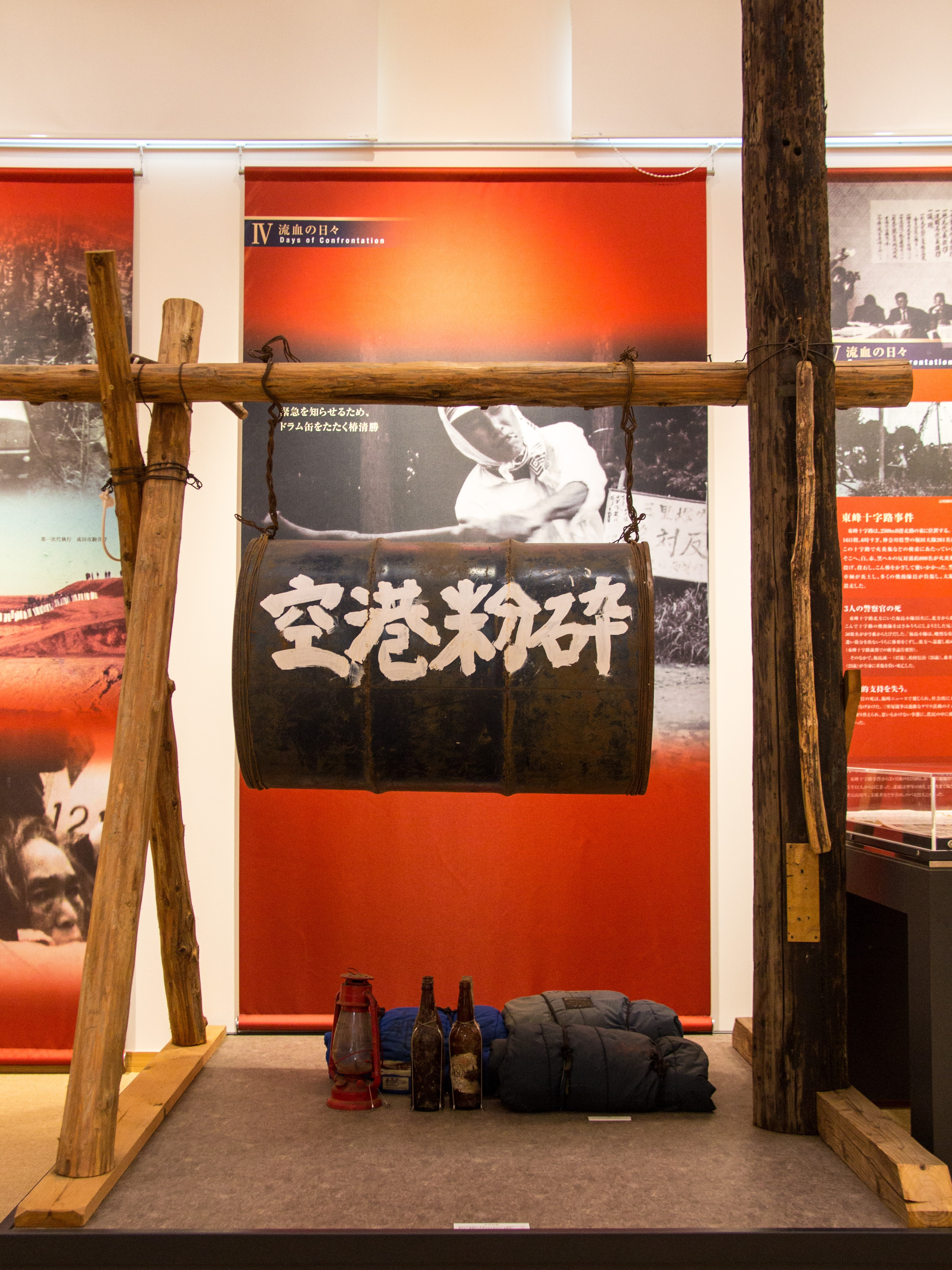
反対同盟が用いていた連絡用のドラム缶（成田空港 空と大地の歴史館展示）。叩いて出した音で同盟員を招集していた。

10月10日の早朝に、外郭測量用のクイを打つため、空港公団職員らが警視庁・千葉県警察・神奈川県警察の機動隊約1500人に守られながら空港建設予定地に現れる。これに対し反対派は進路上での座り込みや投石等による阻止を試みたが、道路交通法違反等として警告を受けた後に機動隊に物理的に排除されてしまう（測量クイ打ち阻止闘争）。このとき、同盟員の先頭に立っていた日本共産党と日本民主青年同盟(日本共産党の青年団体)の部隊は、早々に座り込みをやめて隊列を離れ、労働歌「がんばろう」を歌いながら、機動隊と反対派住民らの衝突を傍観した。
同盟員は「政府の横暴」と「共産党の裏切り」に驚愕し、憤った。対して共産党は、同年11月14日に大橋武夫運輸大臣および空港公団総裁が反対同盟代表の戸村一作らと座談会を開いたことについて、「同盟の大方針に反するばかりでなく、同盟を一部の人々でひきまわす非民主的なやり方」と糾弾したうえ、その後も反対同盟幹部の寝返りの噂を流して主導権の取り戻しを図ったことで、反対同盟との対立は決定的となった。
一方、「最悪の場合、一本のクイでも打てれば」と考えていた空港公団の総裁や理事たちは、負傷者を抑えて3本とも打ち込めたことで「これで、空港建設への道が通じた」「今月中にも用地の買収価格を示してできるだけ多くの土地を買い取りたい」と今後を楽観視し、佐藤首相も「三里塚空港の実測も、羽田事件が我が方有利に働き、第一次を無事に終了」と日記に綴っている。しかしながら、それは長期に亘る苛烈な実力闘争の幕開けであった。政府の対応に激怒した反対同盟は、暴力を厭わない実力闘争に舵を切る決意を固めると同時に、12月15日に共産党の支援と介入を排除する声明を発表した。反対同盟の共産党に対する拒絶は、共産党を支持したり共産党員の家族がいる世帯に対する村八分が古村で行われるほど徹底していた。

#### 世論の批判と日本社会党の離脱
新左翼を「トロツキスト暴力集団」と批判する日本共産党に対して、その日本共産党と対抗する日本社会党は、日本共産党の反対運動離脱後もしばらく支援を続けていた。しかし、成田空港建設に対する暴力闘争への世論の批判を受けて、翌1968年9月の第31回日本社会党全国大会において、「以後いかなる闘争においても過激派とは共闘しない」との方針を表明した。以降かは日本社会党も反対運動の隊列から消えていき、一坪共有運動に参加していた者も反対同盟に通告もしないまま土地を空港公団に売却した。

#### 残存反対派や千葉県知事による革新政党への不信や批判
革新政党は反対運動を利用して党勢の拡大を図ったため、反対派住民らに不信感を持たれたとも分析されている。朝日新聞の報道によると、反対派農民は、共産党については「党機関紙『赤旗』を売りつけるなど党勢拡張の運動ばかりしているので追い出した」、社会党についても「何の力にも、なってくれねえ」と述べている。友納千葉県知事が地元を訪れた佐々木更三日本社会党中央執行委員会委員長(日本社会党の最高責任者)に対し「この空港問題は、地元にとっては極めて深刻な問題なので、政争の具としないでほしい。国会議員は、国会の中で議論してほしい。政党間の政争を、そのまま地元に持ち込んでは本当に困る。一体あなたは新空港は必要であると思うのか。思うならどこが良いと思うのか」と質した。すると、佐々木社会党委員長は「私は、新空港は必要だと思うが、(空港の代替建設)場所は政府与党でないから、野党は考える必要はない。知事のいうことはもっともだと思うが、今日は私が説得されに来たのではないので…」と言って、質問に答えずに帰ってしまったと批判している。

## 新左翼党派による反対運動の過激暴力化

### 新左翼勢力合流による闘争の武装化

第四インターナショナルの赤ヘル。

折しも反対同盟が機動隊の威力を目の当たりにした1967年は、70年安保と連なる日本の学生運動が勃興しつつある時期と重なっていた。
革新政党の党利党略に絶望しつつも国家権力への対抗を模索する反対同盟は、測量クイ打ち阻止闘争と同時期に発生した羽田事件で機動隊と渡り合った学生ら（新左翼党派）に期待し、「支援団体は党派を問わず受け入れる」という姿勢を取った。一方、反国家権力闘争を掲げる新左翼各派にとっても、三里塚闘争はベトナム戦争反戦運動や佐藤内閣への反発の象徴的な対象として映り、双方の思惑が一致した。
翌1968年2月26日および3月10日には、成田市内で空港公団分室への突入を図った学生集団と機動隊との間で激しい衝突があり（成田デモ事件）、それまで新左翼に懐疑的であったり暴力行使を懸念していた反対派住民らは、抗争力を発揮した学生らを自宅に招いて歓待した。このことや反対同盟代表の戸村一作が2月26日の衝突で機動隊に殴打されて負傷したことを切っ掛けに、反対同盟は武装闘争路線の新左翼である中核派・共産同・社青同解放派が主導する三派全学連の全面的な支援を受けることになった。現地では「全学連の健闘をたたえる」との横断幕が各所で張られ、「学生さんだけをなぐらせては……」「ワシがまず血祭りにあがる」と血気にはやる反対派住民らの熱狂ぶりは「おばさんや青年や老人たちの間では、農民の為に血を流してくれた闘う中核（派）が大もて」等と報じられた。
反対同盟は新左翼各派の支援を受けつつ、座り込み・空港公団職員から強奪した調査用具の損壊・投石・バリケード構築・空港関係者への嫌がらせなど、さまざまな手段を用いて、空港公団や警察の機動隊を相手に実力で対抗した。
開港までの闘争では、共通の敵である日本国政府に打撃を与えるという目的と戸村代表の指導のもとで、現地に乗り込んだ新左翼各派の活動家らと古村・開拓部落の反対派住民らとが互いに協力又は利用し合いながら呉越同舟の形で活動を行っていった。
反対同盟は上記のとおりさまざまな新左翼党派を受け入れたことで武闘派の支援者を大動員して政府勢力と対抗することには成功した。しかしそれは後に、新左翼党派間の反目や、新左翼党派との関係性のあり方についての地元住民間の意見の相違を産み、反対同盟の分裂・闘争の泥沼化に繋がっていくこととなる。

### 闘争の激化、開港

#### 一期地区の収用

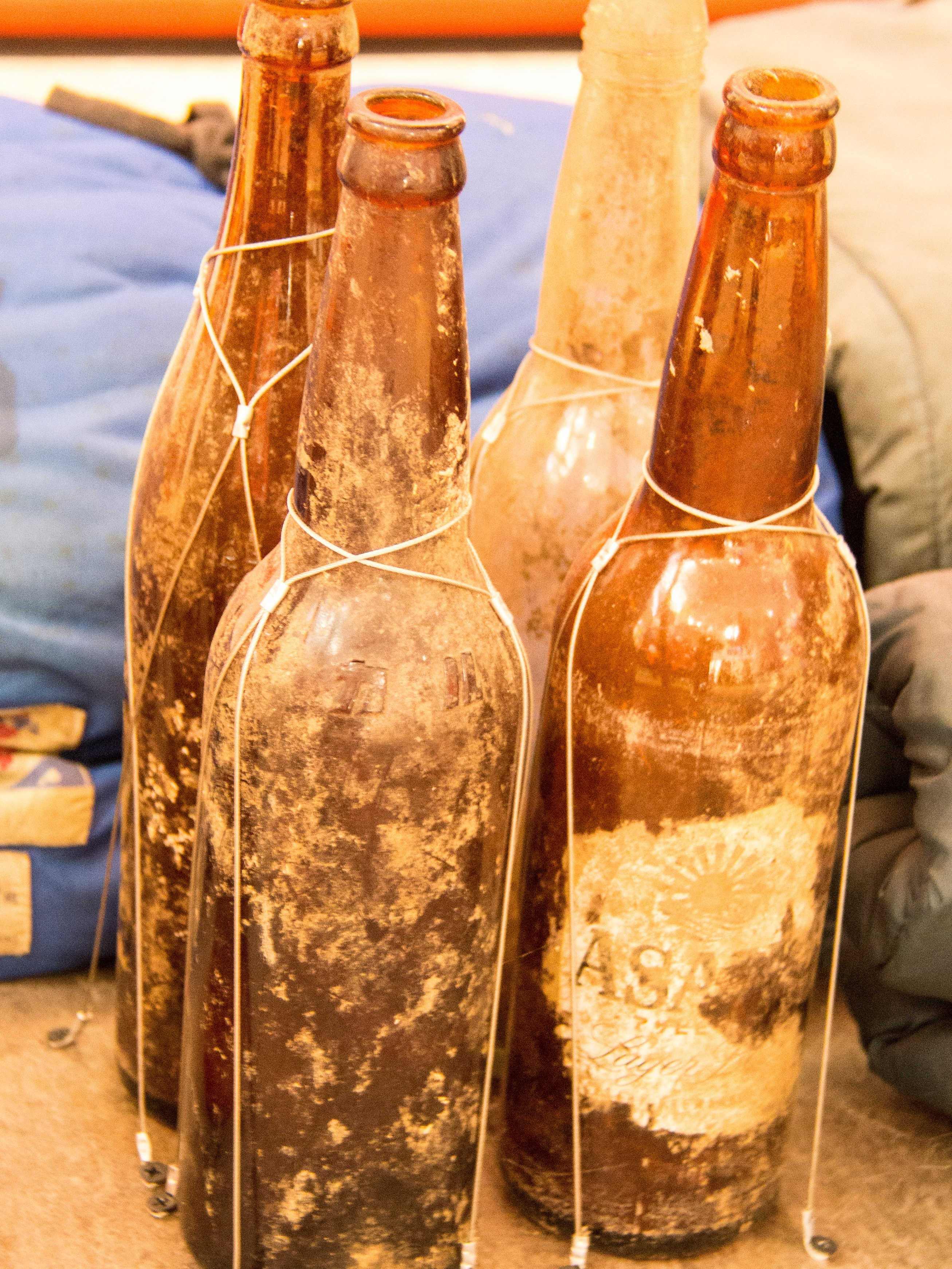
闘争で用いられた火炎瓶

空港公団は移転補償費を算出するため、同意した条件賛成派の不動産に対して「百日調査」と呼ばれる調査を1968年4月20日から7月19日にかけて実施したが、これに新左翼党派だけでなく農民が空港公団職員や機動隊に対して角材をふるったりスクラムを組むなどして抵抗した。このときデモや乱闘で条件賛成派の家屋や畑が破壊されている。
また、1969年8月18日には御料牧場の閉場式が挙行されたが、反対同盟が乱入して抗議行動を起こしたうえ、青年行動隊が会場を破壊し、青年行動隊隊長が全国指名手配されている。
警察側でも、これらの動きに対して同年11月12日に反対同盟が工事用道路に座り込んでブルドーザーを阻止した際に戸村代表以下13名を逮捕するなど、断固とした措置をとるようになった。
これらの苛烈な闘争を前に、円満な用地取得は到底不可能と考えられ、空港公団は国家権力を用いた強制収用により残りの土地を入手しようとした。1970年には、収用委員会への強制収用申請に必要な土地調書および物件調書を作成するために、空港公団が土地収用法第35条に基づく未買収地への立入調査を実施した。反対派はこれに対して屎尿やクロルピクリンの投擲・投石・鎌・竹槍等で対抗した。当初機動隊は測量を行う空港公団職員の背後に控えていたが、空港公団職員が青年行動隊に竹槍で大怪我を負わされると前面に出てくるようになった。
更に反対派は、強制収用を困難なものにするため、空港公団に買収された土地での不法耕作や条件賛成派の畑からの窃盗で得た農作物を売って得た資金と旧御料牧場から盗み出した材木等を使い、強固な団結小屋である「砦」や地下要塞の構築にも乗り出した。
こうした反対闘争が高まる中、政府は一貫した非妥協の姿勢で建設計画を遂行し、「二、三日のうちに景観が一変してしまうほど」の急ピッチで工事が推し進められ、未買収地への収用手続きも並行して行われた。1971年2月22日から3月6日にかけて、取得が困難な団結小屋や一坪共有地などを対象に第一次行政代執行が実施され、反対同盟・支援党派と作業員・機動隊が衝突した。その後、反対派が立てこもる地下壕や「農民放送塔」が撤去された。なお、この年の8月には青年行動隊等によって日本幻野祭が開催され、多くの若者が現地を訪れている。
同年9月16日から再び建設予定地で第二次行政代執行がなされた。9月20日、この日は代執行をしないとの友納知事による9月19日の発表に反して、突如警察の機動隊と作業員らが現れ、庭で稲の脱穀をしていた小泉（大木）よねを排除して住居を撤去した。空港建設での行政代執行としては最初で最後となる民家への実施をもって、第二次行政代執行が終結した。この出来事は、権力の強制力によって生活の基盤を奪われることが現実のものになったとして、その後の反対闘争のシンボルとなる。
第二次行政代執行中に警備にあたっていた臨時編成の機動隊の3名が死亡（東峰十字路事件）した他、これらの激しい闘争では双方が多数の負傷者を出しており、同年10月1日には、青年行動隊の中心メンバーであった三ノ宮文男が「空港をこの地にもってきたものをにくむ。」「私は、もうこれ以上、たたかっていく気力を失いました。」などと記した遺書を残して自殺し、反対同盟内に衝撃が走った。

#### 膠着期
1972年3月15日、反対同盟はA滑走路南端、アプローチエリア内の岩山地区に高さ60.6メートルの鉄塔（通称：岩山大鉄塔）を鳶職の協力のもと建設し、飛行検査を中止に追い込んだ。更に千葉港から航空燃料を空港に輸送するためのパイプライン建設が経由地での反対運動や技術的問題によって停滞し、代替としての鉄道輸送（暫定輸送）も自治体との調整が難航した。そのため、滑走路等施設の建設は進められたものの、開港自体は先延ばしが続いた。
反対同盟側も代執行阻止闘争での大量逮捕により打撃を受けており、反対同盟結成時に320戸あった用地内反対派農家は代執行前後には45戸、1976年には23戸にまで減少していた。
一方、この期間においては、小田実・浅田光輝ら新左翼系文化人の支援を受けた戸村代表の第10回参議院議員通常選挙出馬（112人中75位で落選）や有機農業（ワンパック運動）の導入などの取り組みがあった。

#### 妨害の中での開港

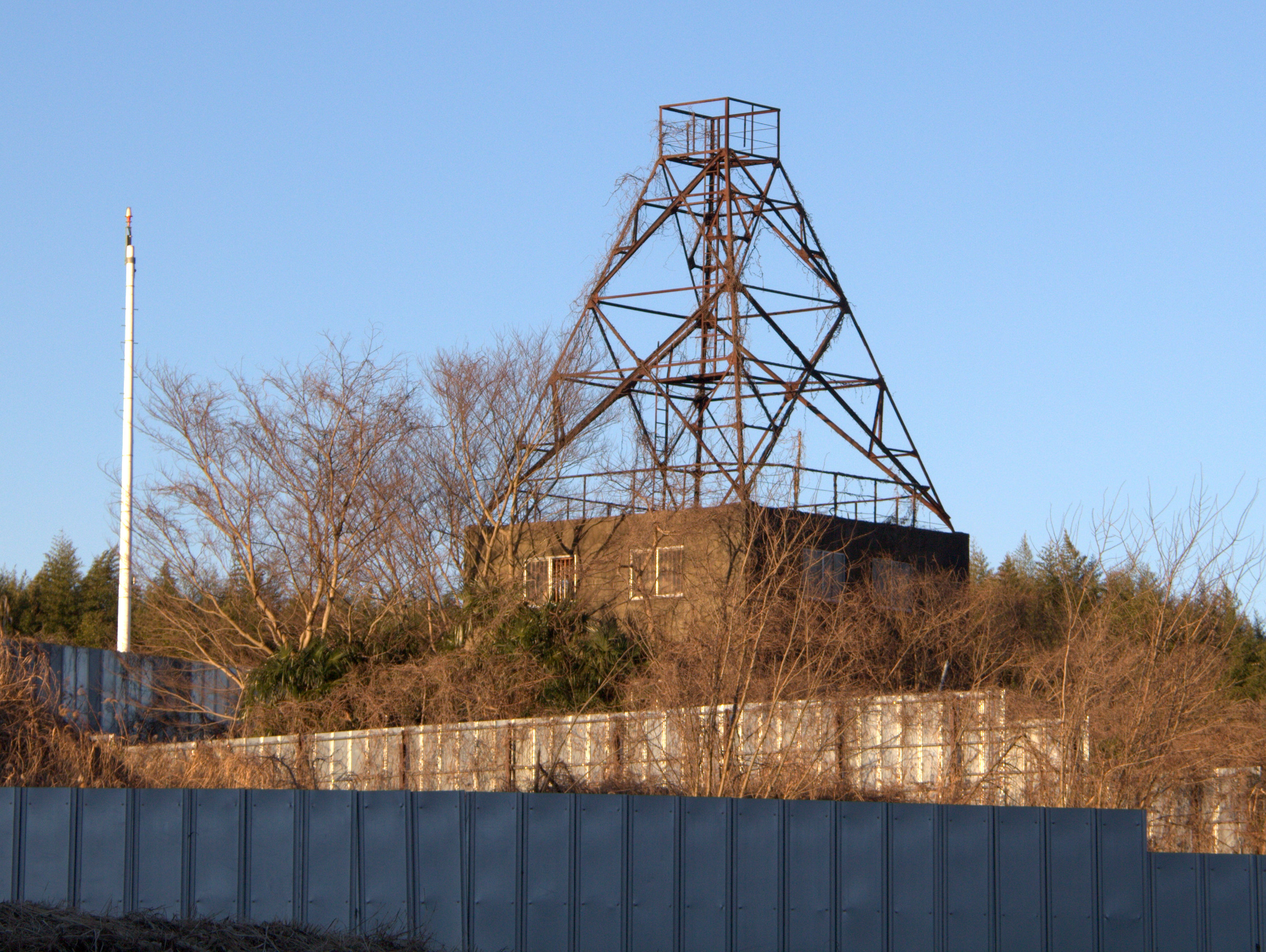
岩山鉄塔の跡地に立つ、「岩山闘争記念館」

1977年1月11日、「さあ働こう内閣だ」と自称した福田赳夫内閣が閣議で年内開港を宣言。1月17日には関係閣僚協議会が開かれて閣僚からは積極的発言が相次ぎ、福田赳夫も「年内開港を目指す。『有言実行』を唱える福田内閣が言った以上は実現しなければならない」と改めて決意を述べて大号令を発した。
同年1月19日には、航空機の飛行を敢然と拒む岩山大鉄塔を撤去するため、重機を運び込む道路の延長工事が始まるなど当局は早速空港建設に向けて動き出した。これに対して反対派も4月17日に闘争史上最大となる1万7500人を結集して「空港粉砕,鉄塔決戦勝利,仮処分粉砕全国総決起集会」を三里塚第一公園で開催した。
同年5月2日、空港公団は航空法第49条第1項違反（制限表面を超過した障害物）として、鉄塔撤去の仮処分申請を千葉地方裁判所に提出。5月4日千葉地裁は書面審理のみで仮処分を決定。5月6日午前3時ごろ、2,100人の機動隊が鉄塔周辺を制圧した。4時過ぎ現場に到着した北原鉱治事務局長に、千葉地裁執行官が鉄塔の検証終了と鉄塔の撤去を通告、反対派を周辺から排除し午前11時過ぎ鉄塔の撤去を完了。航空法違反部分だけでなく、鉄塔を根元から切断撤去した。
この日の午前5時ごろから反対派と機動隊の衝突が続き、反対派は緊急現地集会で"抜き打ち撤去"に手段を選ばない報復を宣言した。5月8日に発生した大規模な衝突においては、「臨時野戦病院」前でスクラムを組んでいた支援活動家の東山薫（27歳）が頭部を負傷して意識不明の重体となり、2日後の5月10日死亡。後に東山の両親は「機動隊の催涙ガス弾が原因」として政府と千葉県に約9,400万円の損害賠償を求めて提訴し、東京高等裁判所・最高裁判所に訴えを認められた（東山事件）。
5月9日にはこれに対する報復と見られる襲撃により、警察官1名が死亡した（芝山町長宅前臨時派出所襲撃事件）。

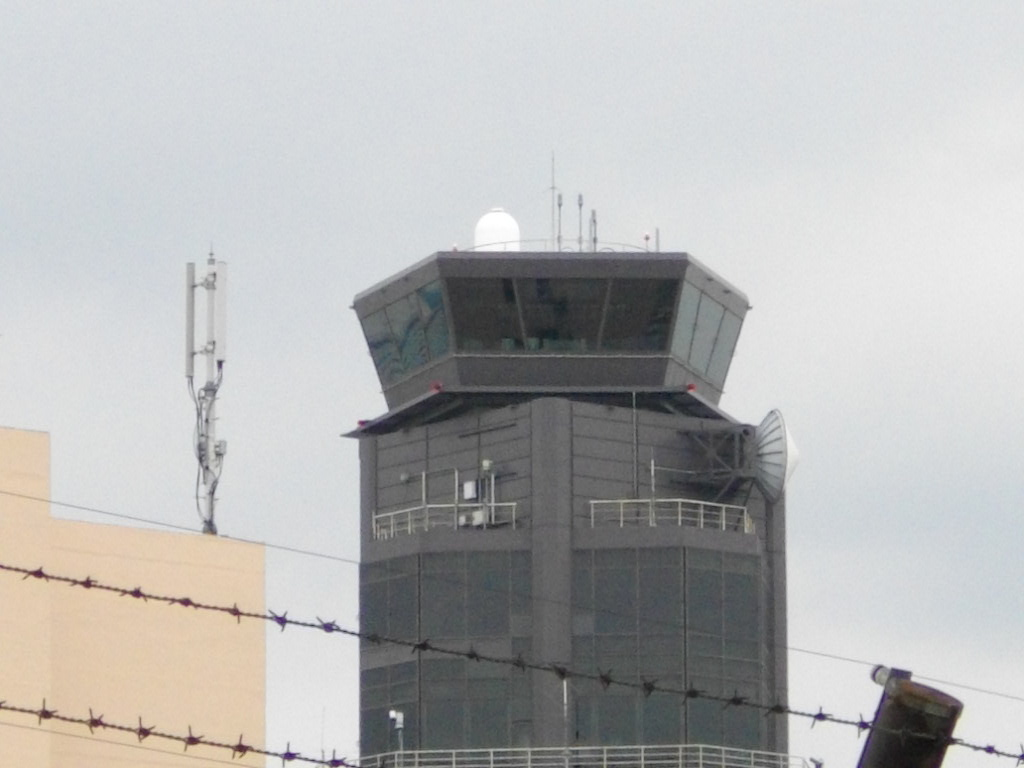
開港目前に襲撃された初代管制塔

上記のような過程を経て一期地区工事は推し進められ、滑走路1本の片肺ではあるものの新東京国際空港は翌1978年3月30日に漸く開港することとなった。しかし、政府の威信を賭けた開港を目前に控えた3月26日に、第四インターナショナル（略称:第四インター）、プロレタリア青年同盟、戦旗・共産主義者同盟等が空港を襲撃した。前日から地下に潜伏していた別働隊がこれに呼応して排水口から空港中央部に侵入し、対応に追われる警備陣の隙をついて空港管理ビルに突入、更にビル内の管制塔を占拠して各種設備を破壊した（成田空港管制塔占拠事件）。このため開港は延期のやむなきに至り、政府は更なる警備強化を実施するとともに、いわゆる成田新法を制定するなどして秩序の回復を図った。
この開港遅れの期間中であった5月5日に、納車されたまま定期運用が無い状態だった京成電鉄のスカイライナー用車両が放火される事件が起きた（京成スカイライナー放火事件）。さらに5月19日にも空港連絡鉄道である京成本線での同時多発列車妨害事件や運輸省航空局専用ケーブルの切断事件を起こすなど、新左翼党派らによる闘争は先鋭化していった。
管制塔襲撃から2ヶ月後の5月20日、関連施設への襲撃、運航への妨害（妨害用の気球の浮揚・古タイヤの燃焼）、警察部隊との激しい衝突が行われる中で、新東京国際空港は漸く開港を果たした。このときの関係者の思いは、福永健司運輸大臣が式典で述べた「難産の子は健やかに育つ」との言葉に凝縮されている。この時点で未成の二期地区内には反対派農家17戸が残され、うち15戸が反対同盟で占められた。開港に前後して過激派によるゲリラ事件も頻発したが（18日から21日までの間に、反対派が空港周辺で使用した火炎瓶は約1,700本、押収された火炎瓶は約3,160本にのぼった）、翌21日に一番機が反対派が燃やす古タイヤの煙を掻い潜って空港に着陸すると、関係者からは拍手と歓声が沸き上がった。

## 開港後の動き

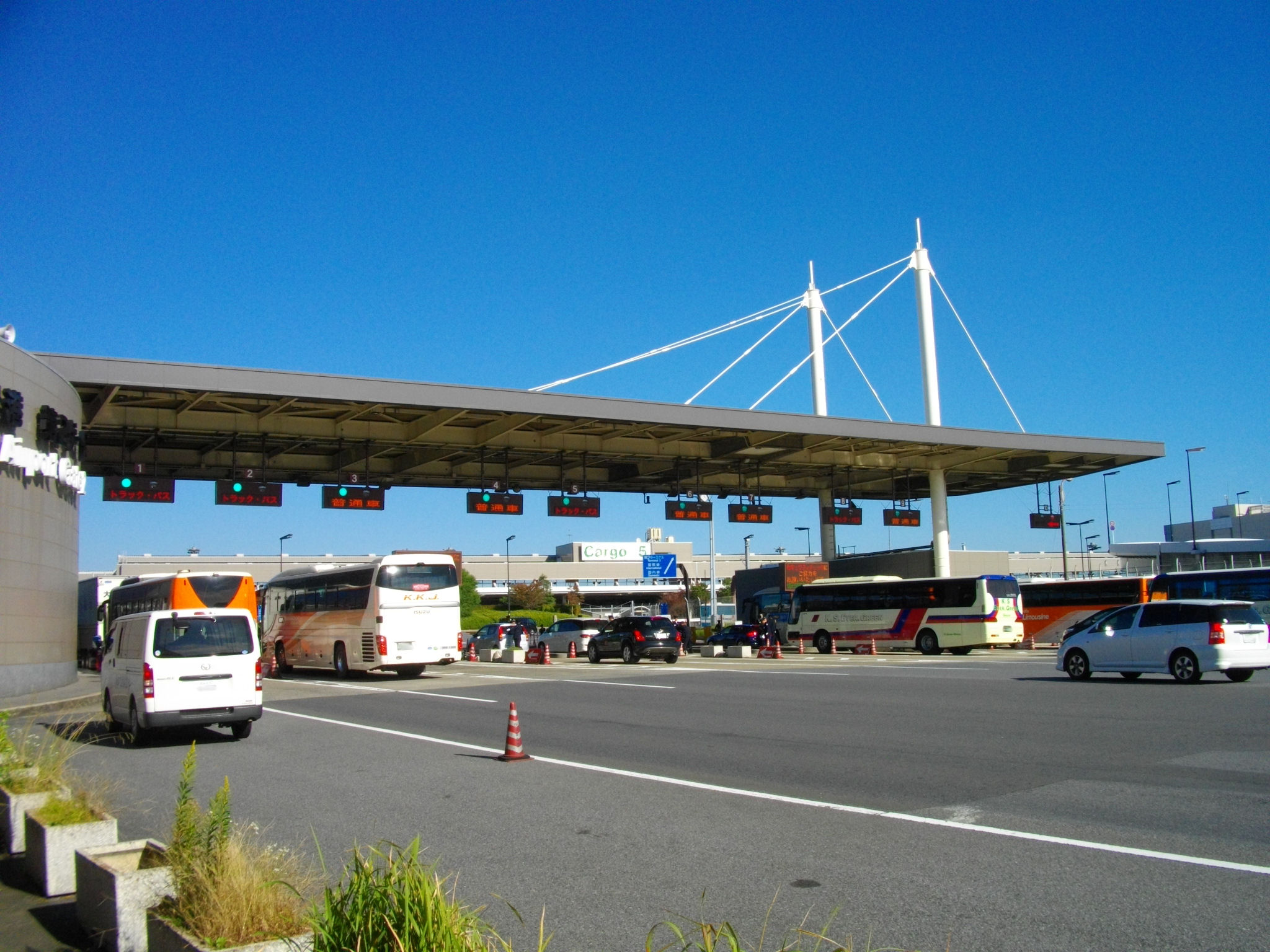
成田空港の検問所（2012年）。検問は2015年3月に廃止された。

### 日本の表玄関となった成田
開港時点においてもなお反対運動が活発であったことから、来港者全員に対する検問が実施され、当時としては世界でも稀にみる警備体制が敷かれる空港としてスタートした新東京国際空港であったが、開港翌年の1979年には日本人出国者数が前年比14.6%増の403万8298人を記録し、初めて400万人を超える等、最新設備を具備した大型空港が開港したことで日本の国際化は大きく進展した。開港から10年目の節目である1988年度には成田の国際線日本人旅客数が1,000万人の大台を突破している。
2002年に至るまで滑走路1本のみで運用されたとはいえ、空港には世界各地から2階建ての超大型ジャンボ機ボーイング747が飛来し、限られた発着枠の配分を待つ乗り入れ希望の航空会社が引きも切らない状態が続いた。本邦社のみならずノースウエスト航空等の以遠権を行使するアメリカ合衆国の航空会社が太平洋路線とアジア路線の結節点として成田をハブ空港にしたことから、成田は国際線の拠点として長らくアジアの中でも中心的な役割を果たしていった。
周辺地域には空港関連事業で働く多くの労働者とその家族が流入し、地元住民やその親族の多くも経済的に空港へ依存するようになったことや、自治体もその財政を空港によって得られる税収や交付金に頼るようになったため、反対運動に対する世間の関心が薄れていく中、反対派は地域においても「空港との共生・共栄」の声に押されて次第に孤立していくこととなる。

### 反対同盟の分裂と過激化する新左翼

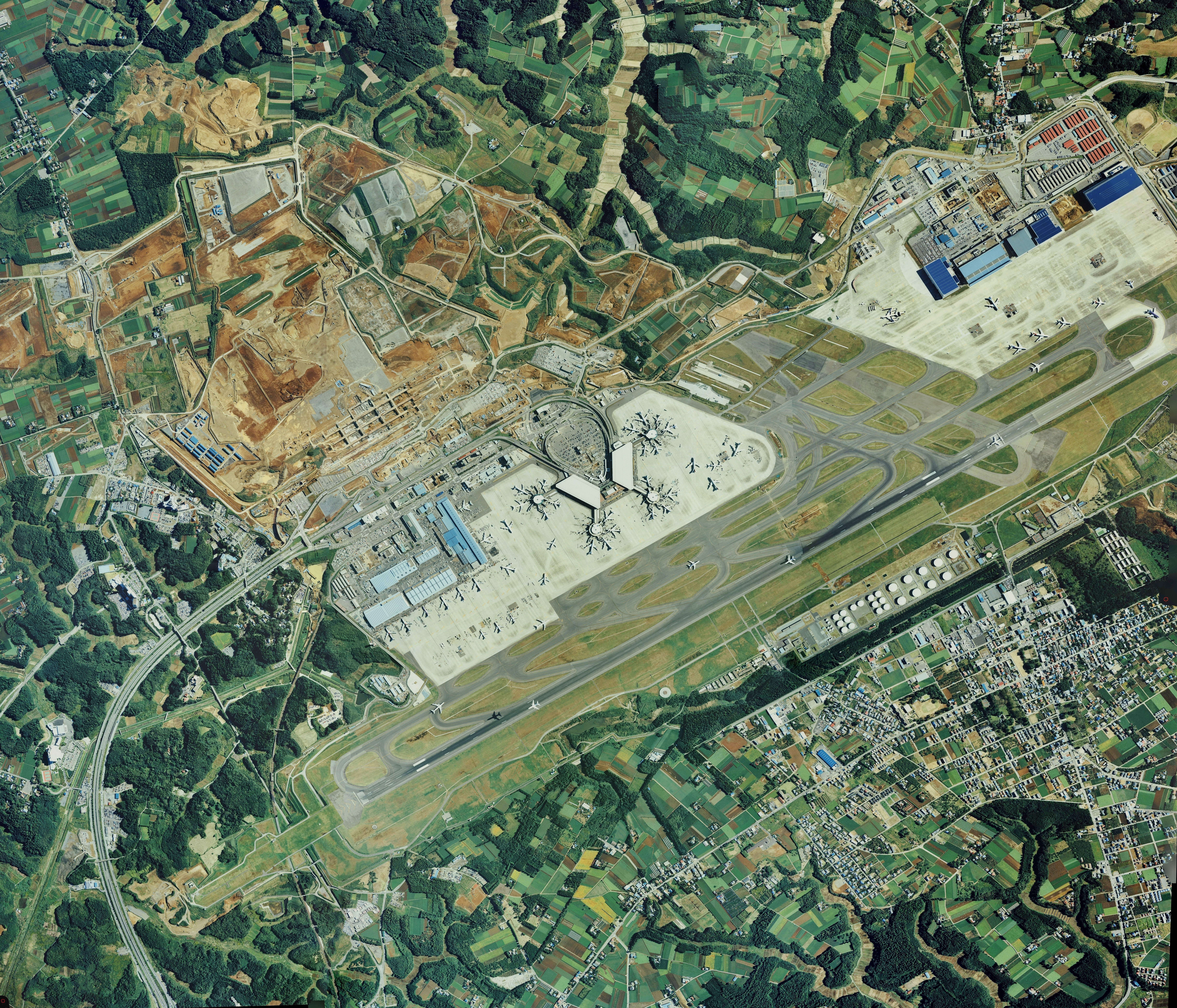
一期地区のみでの運用が続く成田空港（1989年）

「開港絶対阻止」をスローガンに活動を進めてきた反対運動は、空港開港により当初のスローガンを「空港廃港・二期工事阻止」に転換せざるを得なくなった。反対運動の中心人物であり精神的支柱でもあった戸村の病死とともに空港の存在が既成事実化するにつれ、条件闘争への転向者や反対同盟からの離脱者が続出した。初期の反対運動を牽引していた地元農民らは次第に実力闘争から離れていき、反対同盟の支援者であったはずの新左翼党派が運動を掌握するようになり、時には反対同盟員が学生らに糾弾され、暴力を振るわれるといったことも起きるようになった。
反対同盟幹部らは事態を危惧し、過激派等の攻撃から運営中の空港を守りながら強制収用を実施することは不可能と考える警備当局や空港公団関係者らからも二期地区の整備を絶望視する声があったことから、開港と前後して反対派と政府側との間で水面下での交渉が模索された。中には覚書の締結にまで漕ぎつけたものもあったが、情報漏洩により不成功に終わっている。政府との交渉が新聞に暴露されると、話し合いを行っていた反対同盟幹部の家には連日新左翼の街宣車が押し掛けて早朝から日没まで大音量で”謀略”を罵り、交渉の是非や幹部の処遇を巡って紛糾した反対同盟は大混乱に陥った。反対派農民らは「党派は闘争第一であり、生活の面倒は見てくれない。条件（派）になれば弾劾される」と深刻な葛藤に直面することになる。
そのような中で、二期地区内の未買収地での一坪運動をさらに進める「一坪再共有化運動」を巡る反対派住民同士の対立に加えて、支援党派の主導権争いが目立つようになり、反対同盟は1983年3月8日に北原鉱治事務局長を中心とする「北原派」と熱田一行動隊長を代表とする「熱田派」とに分裂した。北原派は一坪再共有化運動に反対の立場であり、空港用地内の農家が多く、中核派、革労協、共産同戦旗派等が支援した。熱田派は一坪再共有化運動推進の立場であり、空港用地外の農家が多く、第四インター、戦旗・共産同、プロ青同等が支援した。北原派も熱田派も空港建設の見返り事業である成田用水を認めないこととしたため、用水受け入れを訴えていた用地外にある古村の農民の多くが「用水派」として反対同盟から離脱し、条件交渉に移った。1983年時点では、北原派が約30戸、熱田派が約70戸、用水派が約100戸であった。1987年9月4日には、北原派から支援党派の介入に反発する「小川派」が分離する。
一方で、開港後においても10.20成田現地闘争をはじめとした新左翼活動家らによる暴動・破壊行為だけでなく、東鉄工業作業員宿舎放火殺人事件や千葉県収用委員会会長襲撃事件のような関係者を標的とした左翼テロが横行し、更には反対運動を断念して空港公団に土地を売却し移転した農家への放火等嫌がらせや新左翼党派間での内ゲバも発生した。後年になると、その標的は空港にほぼ無関係な公務員や下請け業者にまで及び、極左暴力集団の攻撃は無差別の様相を呈した。
成田が開港した1978年から2019年までに発生した成田関連のゲリラ事件は511件にも上り、この件数は当該期間中に全国で発生したゲリラ事件（919件）の半分以上に相当する。

### 政府の謝罪と和解

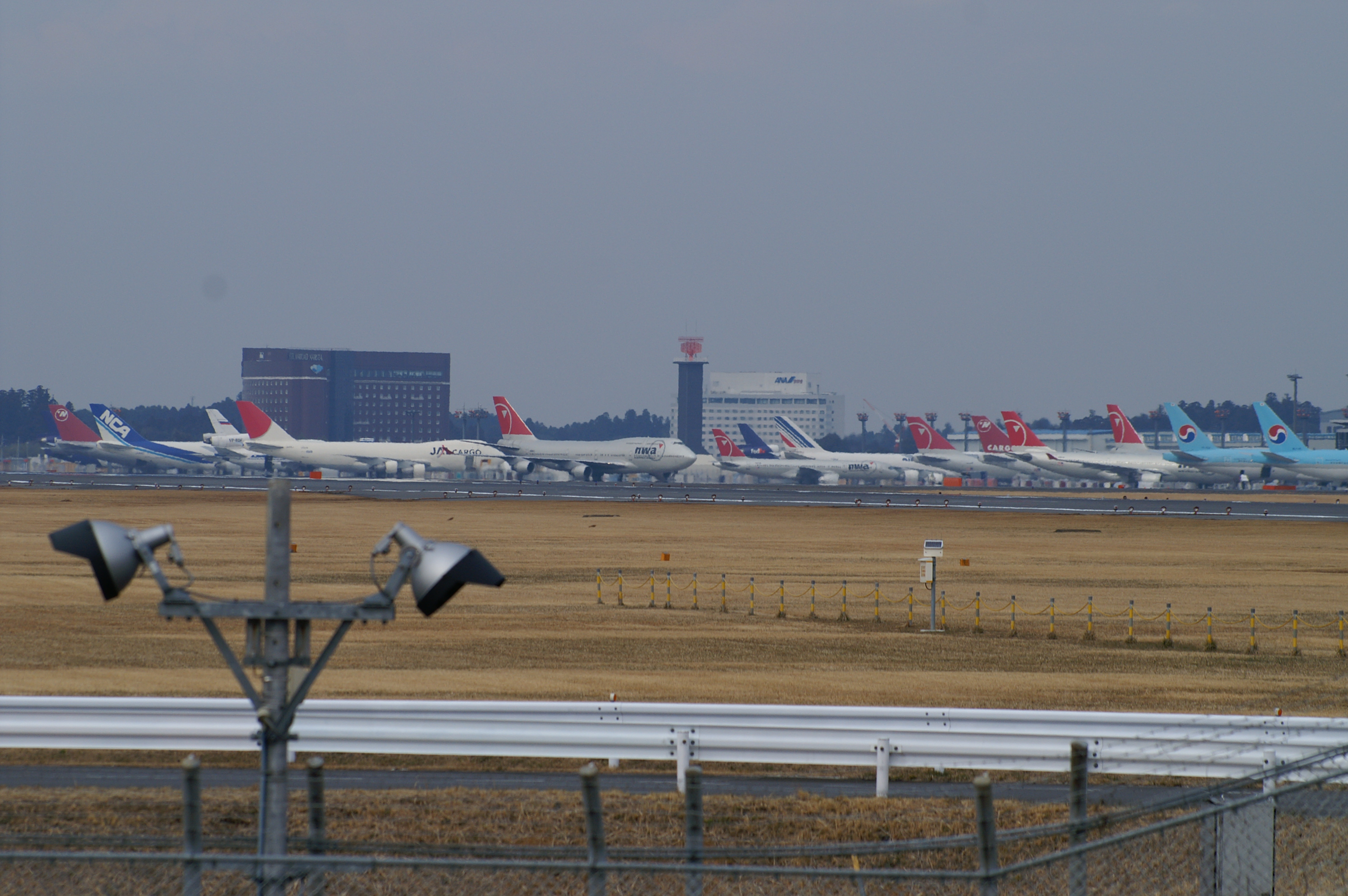
処理能力が限られた成田は、一度に多くを運べるボーイング747が機材割合の過半数を占める、世界でも稀な空港であった

多数の反対同盟員が起訴された東峰十字路事件の裁判では1986年（昭和61年）に異例の温情判決が出され、平成の到来と冷戦終結とともに、B滑走路を含む二期工事を進めたい政府と反対運動の風化を懸念した反対同盟熱田派のメンバーの間で話し合いの機運が生まれた。
1990年（平成2年）に運輸大臣（第1次海部内閣）として初めて過去の経緯について謝罪した江藤隆美が現地で熱田派と対話したのを契機に、1991年（平成3年）から1993年（平成5年）にかけて合意形成の場として成田空港問題シンポジウムおよび成田空港問題円卓会議が開催され、隅谷三喜男を団長とする「隅谷調査団」が相互理解と和解の働きかけを行った。
この中で、政府側と反対派のすれ違い（「ボタンのかけ違い」と呼ばれた）がこれまで連続してきた経緯について議論がなされ、運輸省は「空港の位置を決める前に、地元のコンセンサスづくりを十分にやらなかったのは努力不足であり、深く反省している」「空港づくりを急いだ結果、地域社会に混乱と深い傷を生じさせてしまった」旨、空港公団は「地域のコンセンサスづくりについて二十数年前にもっとやるべきことがあった」旨の謝罪の言葉をそれぞれ述べ、対話を通じて空港問題の平和的解決を目指していく意思表明がなされた。
それらの取り組みの結果、1995年（平成7年）の円卓会議終了時に村山富市首相（自社さ連立政権）が反対同盟に対し謝罪したのをはじめ、政府・官僚・空港公団が過去の過ちを認めたことや、空港東側の住民への補償として芝山鉄道線の建設が改めて約束されたことなどにより、木の根地区の地権者らが集団移転に応じることとなった。

### 反対運動と成田国際空港の現状
空港公団の民営化に伴い、成田国際空港に空港名を改められても、当初B滑走路建設の予定地とされていた東峰地区の農家や一坪地主などの用地買収に応じていない地権者が若干名残っている状況である。空港公団の後身である成田国際空港株式会社（以下、空港会社）によると、2019年8月末の空港用地内の未買収地は、敷地内居住者2件1.7ヘクタール、敷地外居住者4件0.6ヘクタール、一般共有地3件0.5ヘクタール、一坪共有地2件0.1ヘクタールで、合計2.9ヘクタールとなっている。なお、空港用地内に残る団結小屋は、木の根ペンションと横堀鉄塔の2棟である（このほか保安用地に2棟）。
現在の成田では、国・県・空港周辺市町・空港会社で構成される四者協議会や、空港対策協議会・騒音対策協議会・自治体連絡協議会など、話し合いと問題解決の仕組みが設けられているとされる。2011年6月23日には三里塚闘争を後世に伝えるための施設として、空港会社が「成田空港 空と大地の歴史館」を開館している。
また、跡継ぎのいない地元農家が増えるなどの近年の環境の変化を踏まえて、「空港の発展が地域の発展に直結する」という考えに転じた元反対派もいる中において、もはやごく僅かとなった反対同盟を他の地域に居住しながら未だ支援し、地域を犠牲にしてでも政治闘争や対権力闘争を続けようとする新左翼党派については、批判の声が上がっている。
世界有数の市場である首都圏を後背地に持つ成田空港は、処理能力のハンデを負いながらも、長らく世界屈指の国際旅客取扱量と世界一の国際貨物取扱量を誇る一大国際航空拠点であった。しかし、超大型空港の整備が周辺国で進められ、特に大韓民国が国家を挙げて仁川国際空港を整備して日本の航空市場への攻勢をかける中で、富里での抵抗により規模を大幅に減じられた上に根強い反対運動によって三里塚案での基本計画の完遂すらままならなかった成田空港の国際的な地位は、相対的に低下していった。
羽田空港再国際化や前原誠司国土交通大臣（鳩山由紀夫内閣）による「羽田ハブ化」発言を背景に、地元でも没落への危機感が募り、2009年12月には元反対派である相川勝重芝山町長から運用制限時間の緩和が提案されたほか、地元経済界や有志らによる空港拡張の提案がなされるなどの動きがあった。これらの後押しを受けて第3滑走路の新設や夜間飛行制限緩和の合意がなされ、当初計画を超えた大規模拡張プロジェクト「更なる機能強化」がスタートした。
羽田空港の再国際化を経た後においても、成田空港はなお日本において第1位の国際空港であり、格安航空会社（LCC）の定着と増大する訪日外国人旅行の後押しもあってその取扱量は増加傾向を維持していたものの、2016年には成田空港の国際線旅客取扱量は世界第18位にまでその順位を下げている。更にその後の新型コロナウイルス感染症の世界的流行により他空港と同様に厳しい経営環境が続く中、機能強化事業は2022年現在も進行中である。
2023年2月15日、成田空港の誘導路脇にある農地に空港反対派（廃港を主張する三里塚・芝山連合空港反対同盟北原派）が設置したやぐらなどへの強制執行を認める判決に基づいた撤去作業が行われた。撤去作業時、数百人の機動隊員らと約50人の反対派が衝突し、やぐらの上にも数人が上るなどして抵抗の動きがみられた。撤去活動を妨害していた3人が公務執行妨害で逮捕された。

## 三里塚闘争の公共政策への影響

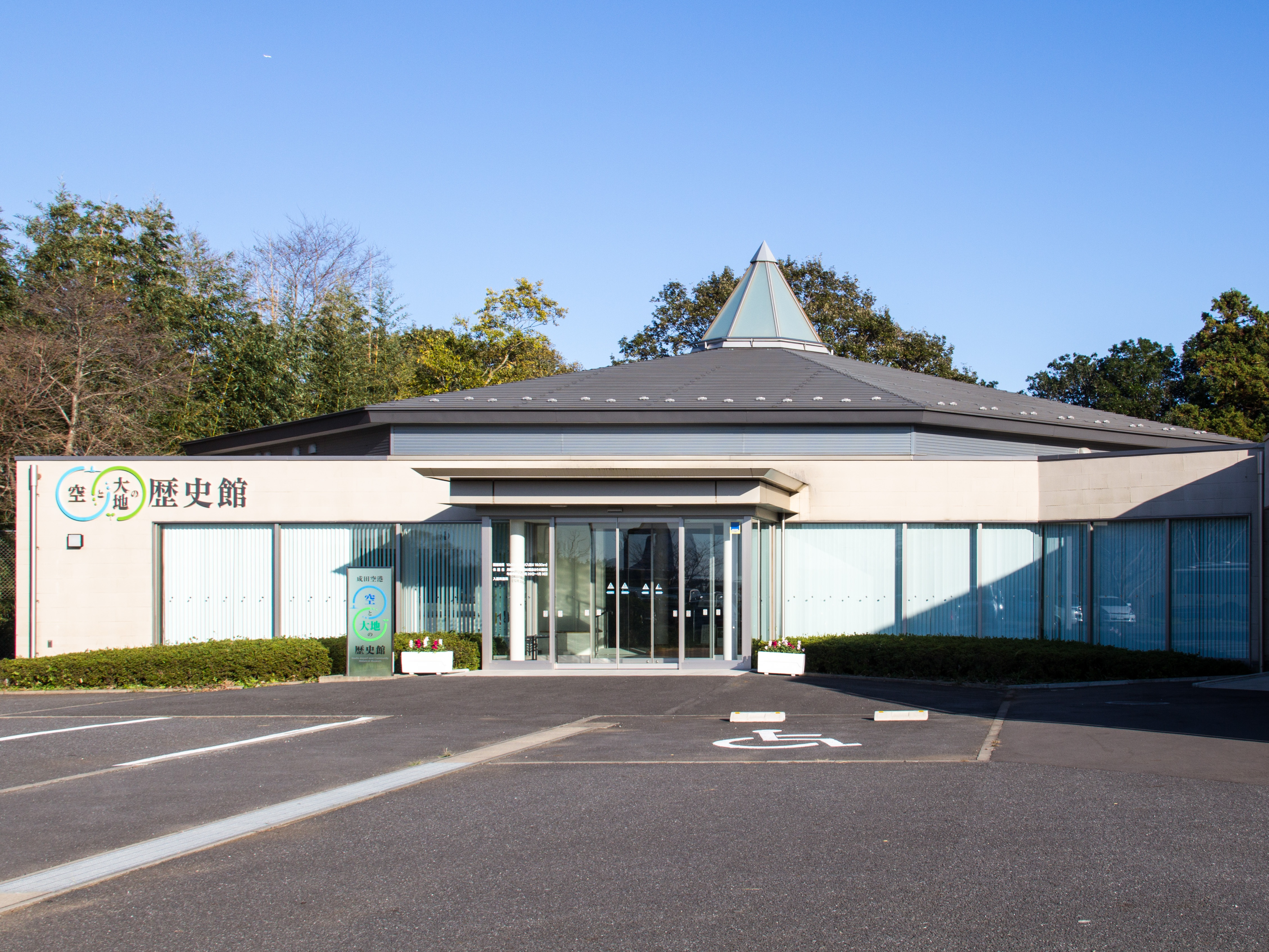
成田空港 空と大地の歴史館

成田空港建設においては、裏目となった日本国政府の政策とそれにより発生した三里塚闘争が、双方にあまりにも悲惨な結果をもたらした教訓から、公共事業を巡って紛争が起きている現場では、「合意形成の努力をしないまま、力に頼って事業を進めれば、力による抵抗を生む」「左翼の介入を許すと泥沼になる」という2つの自戒を込めて、『成田のようにならないようにしよう』が合言葉になった。
もともと日本の国土はその狭さと平地の少なさから「空港適地」がほとんどなく、さらに内陸での成田空港建設では空港用地取得や航空機騒音等の問題が顕著に現れ、三里塚闘争による甚大な損失を招いた経験から、以降日本の空港建設は、それらのハードルが低い海上や遠隔地で建設されることが多くなった。そのことは、日本の空港の利便性・拡張性・柔軟性の低下やコストの増大をもたらしている。また、土地収用や行政代執行も慎重に実施されるようになり、日本の公共事業全般に多大な影響を与えた。
上述の「成田空港 空と大地の歴史館」は、国家公務員総合職初任者や成田空港会社の新入社員の研修に組み込まれ、『第2の成田』を作らないよう、三里塚闘争の教訓を活かす取り組みに用いられている。
一方、開発に反対する住民側においても、実力闘争から住民投票などに闘い方を変える転機になったともいわれ、特に長期に亘る闘争を経て行われた成田空港問題シンポジウムや日本初の円卓会議方式の取り組みである成田空港問題円卓会議は、原子力政策・長良川河口堰・八ッ場ダムなど、それ以降の日本全国各地での公共事業実施や住民運動の参考事例となった。
日本国外でも、管制塔占拠事件等は大きく報じられ、闘争の様子は映画や音楽などの芸術作品でテーマとして用いられたほか、公共事業の失敗事例として、大きな注目を浴びた。
例えば西ドイツでは、成田と同時期に計画があったミュンヘンでの空港建設にあたって、成田空港問題における激烈な対立が注目され、これを回避するための意識的努力が行われた。1969年に空港建設を決定していたバイエルン州政府は、20年の紆余曲折を経ながらも、259回に及ぶ公聴会を開催して、反対派を十分に説得した。その結果新しい空港は、空港周辺の環境との両立を図るため、空港計画の一部縮小を経ながらも、着工から5年後の1992年5月にフランツ・ヨーゼフ・シュトラウス空港として供用を開始し、今日では欧州の空港の一角をなしている。

## 資料画像

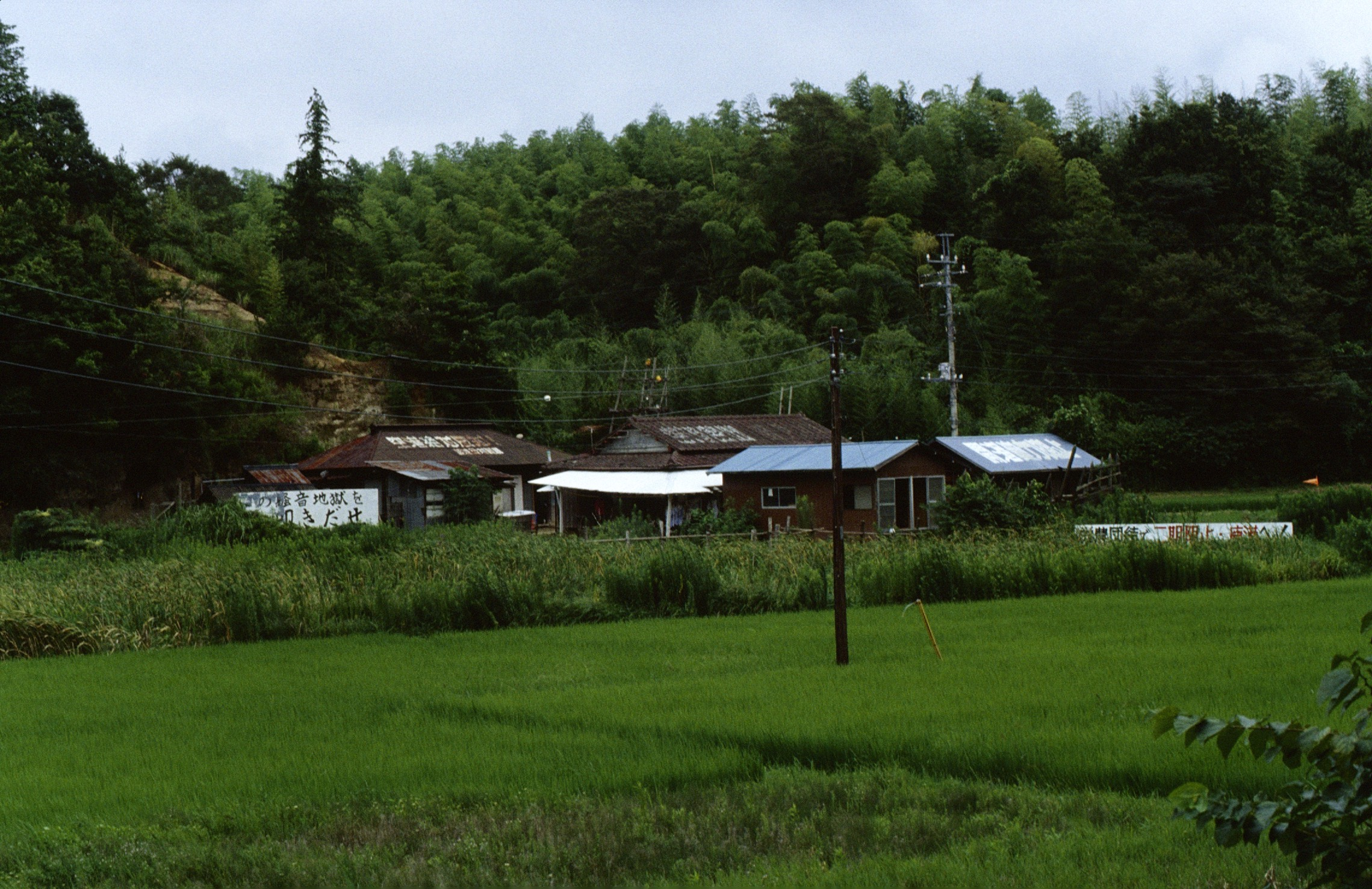
反対派農家（1982年）
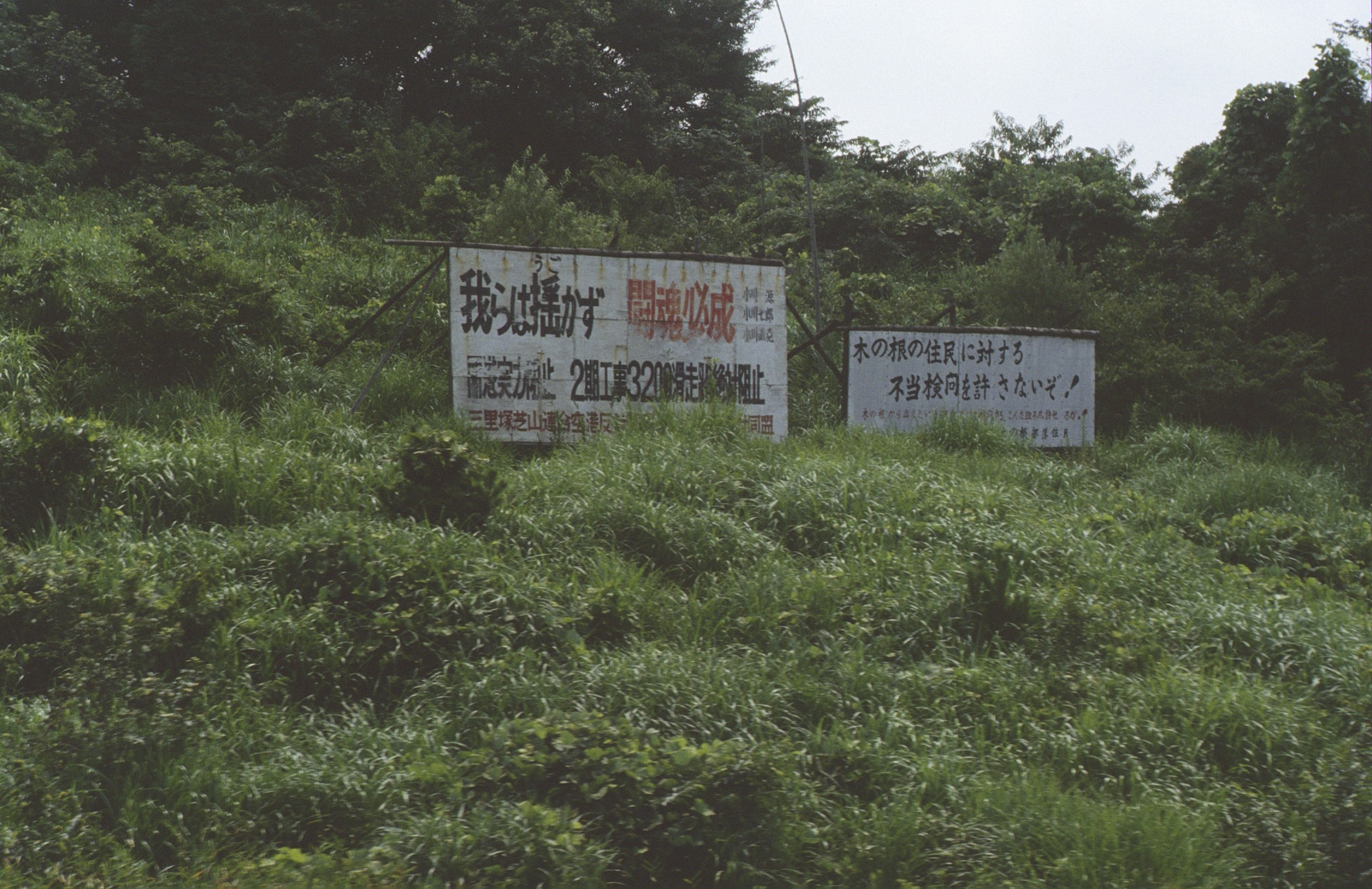
スローガン「2期工事3200滑走路絶対阻止」（1982年）
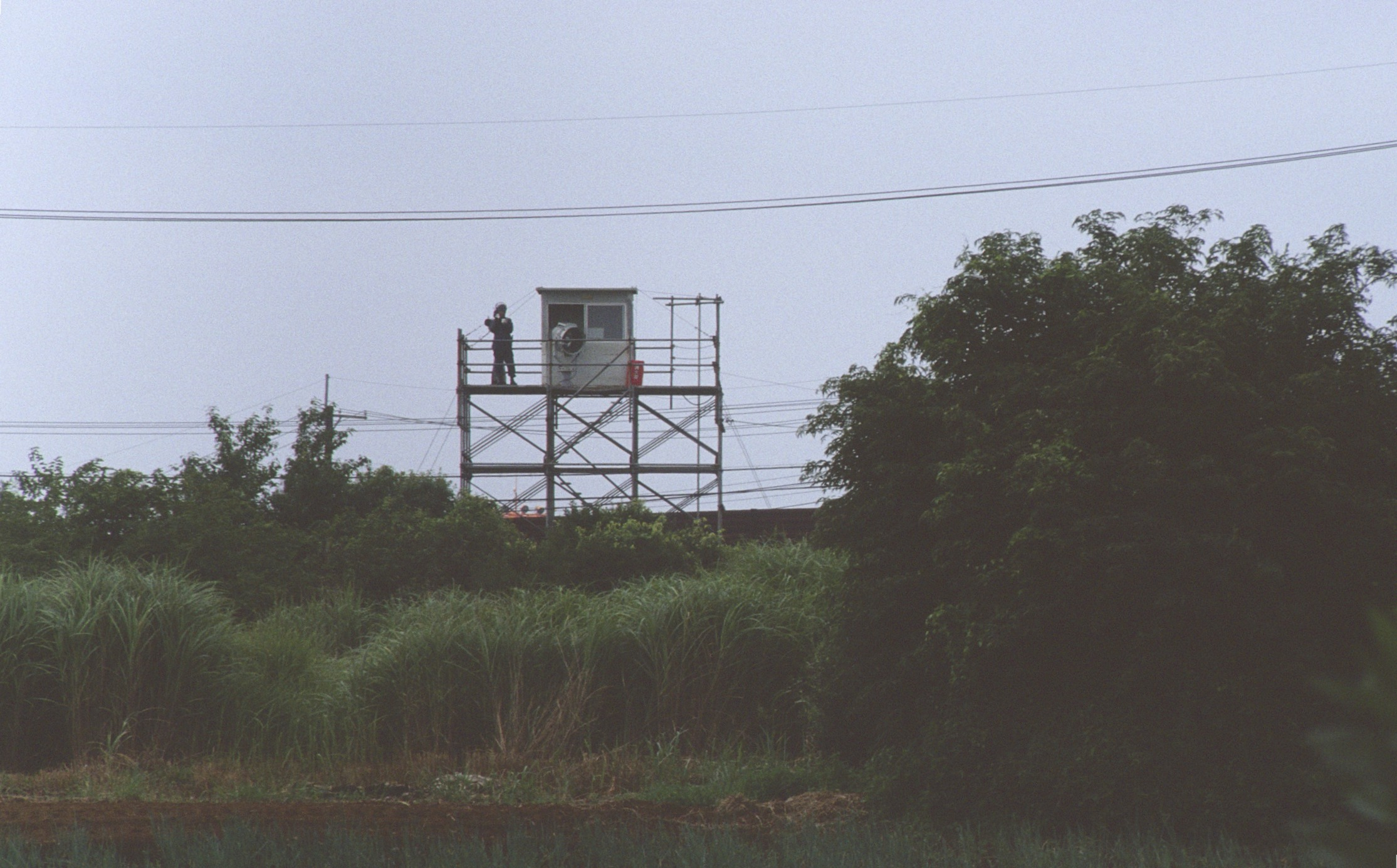
空港反対派を監視する空港警備隊の警察官（1982年）
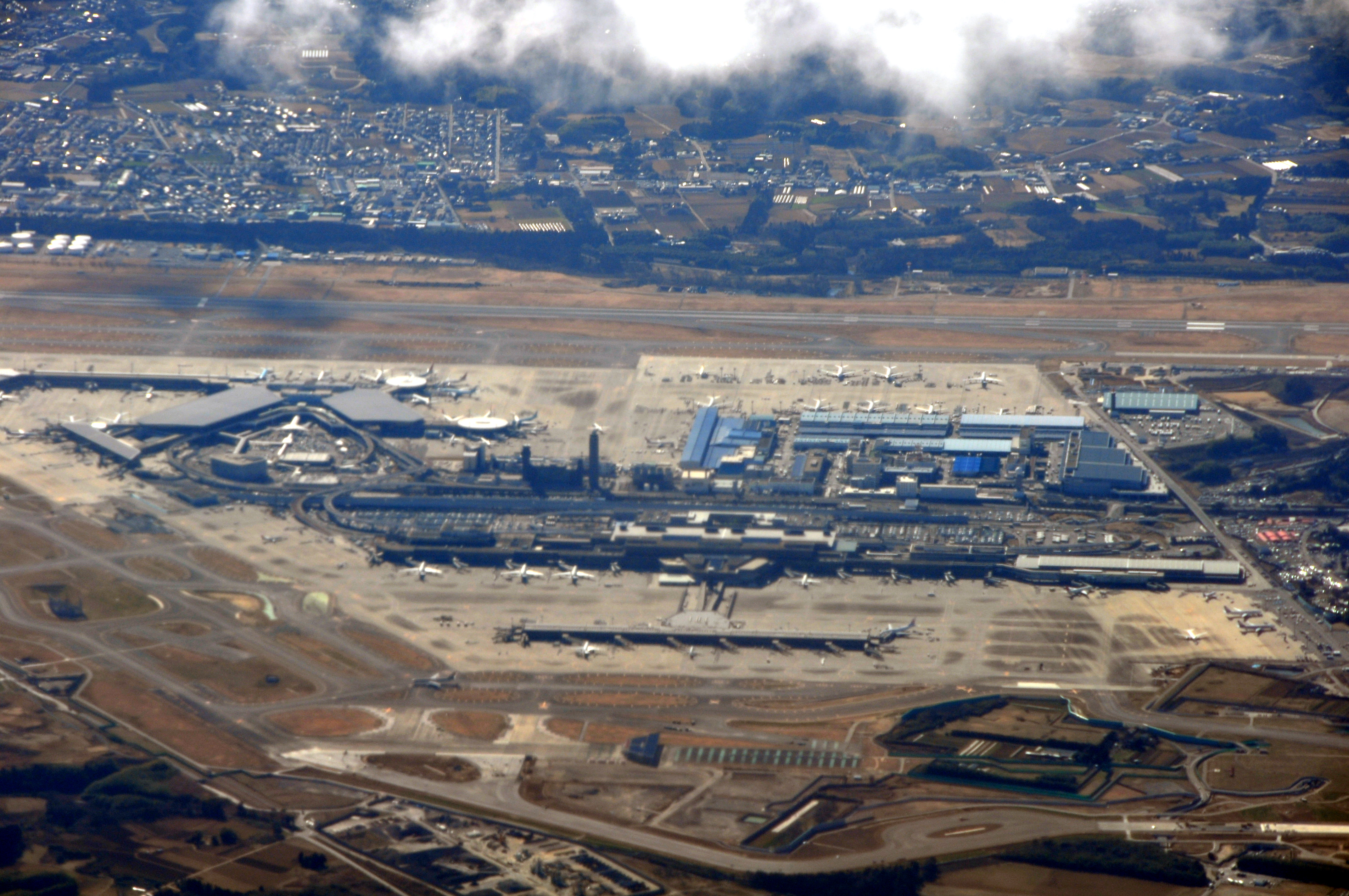
二期地区の未買収地（2009年）
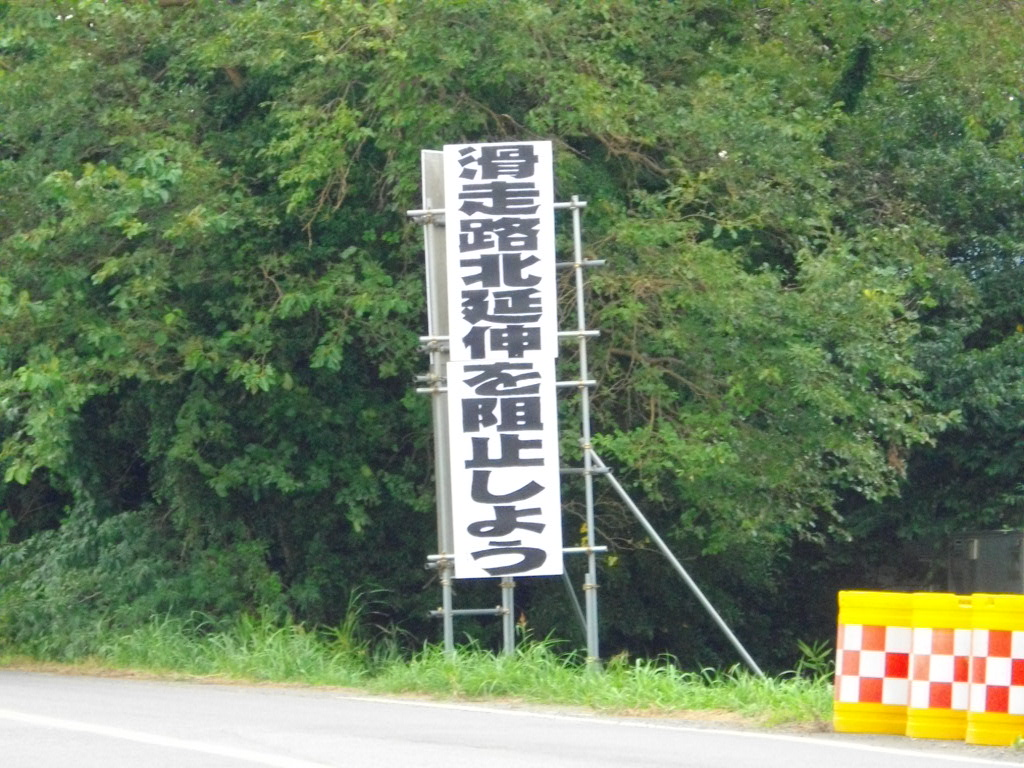
スローガン「滑走路北延伸を阻止しよう」（2009年）
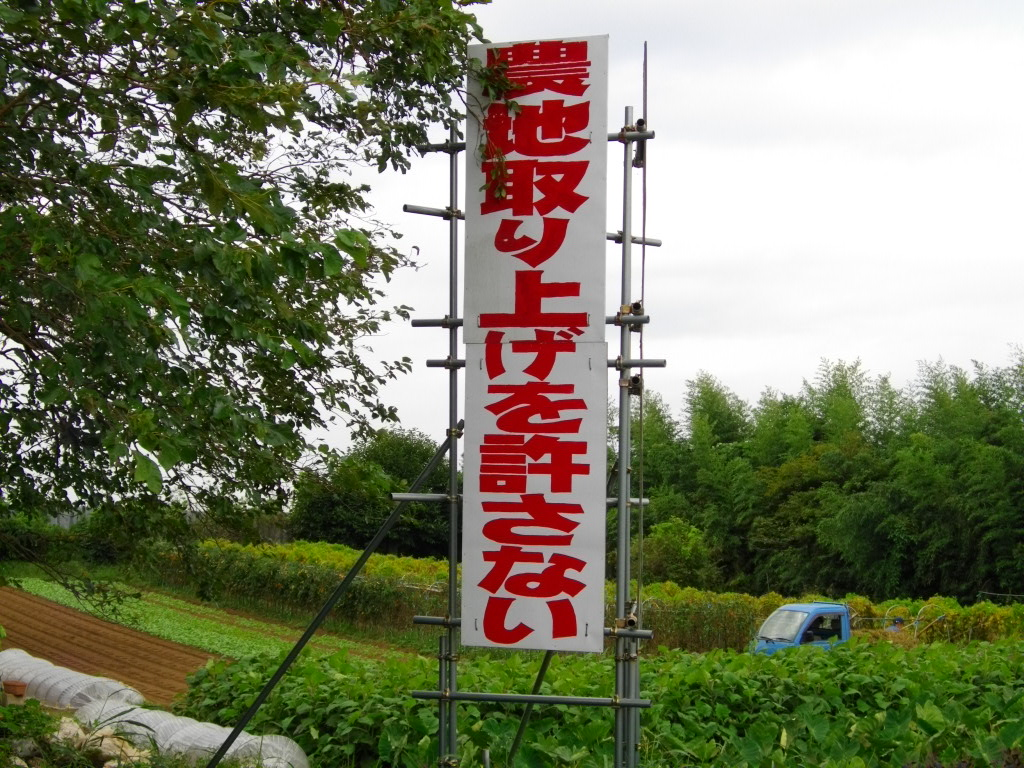
スローガン「農地取り上げを許さない」（2009年）
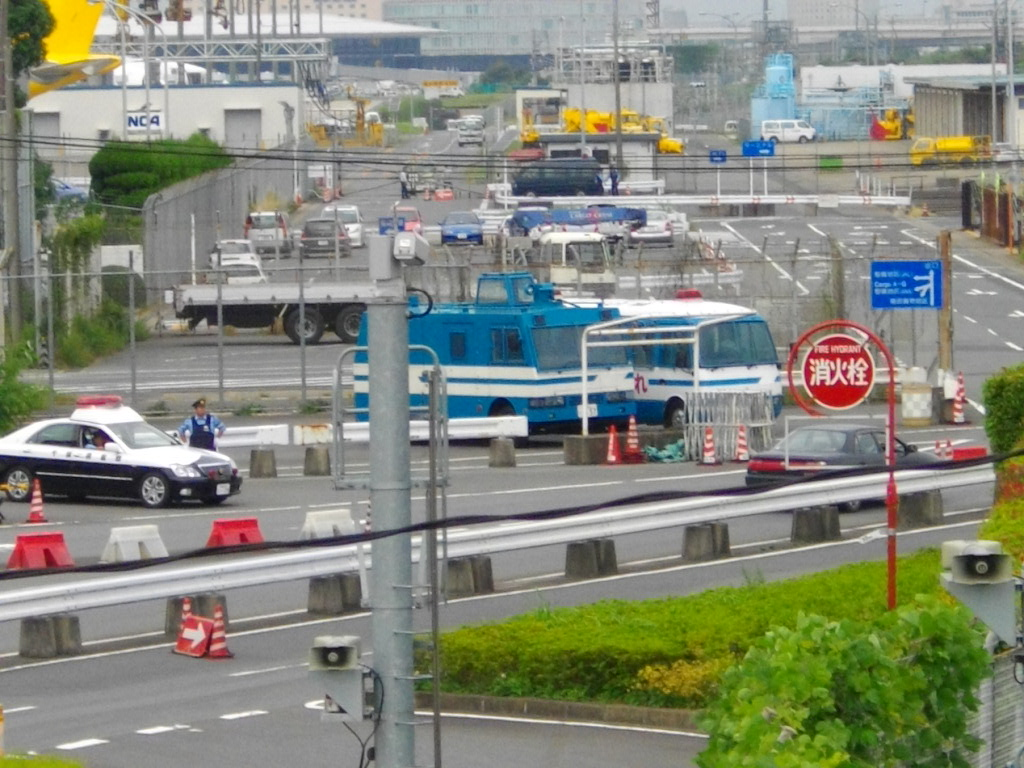
空港入り口付近で侵入者に備える空港警備隊（2009年）
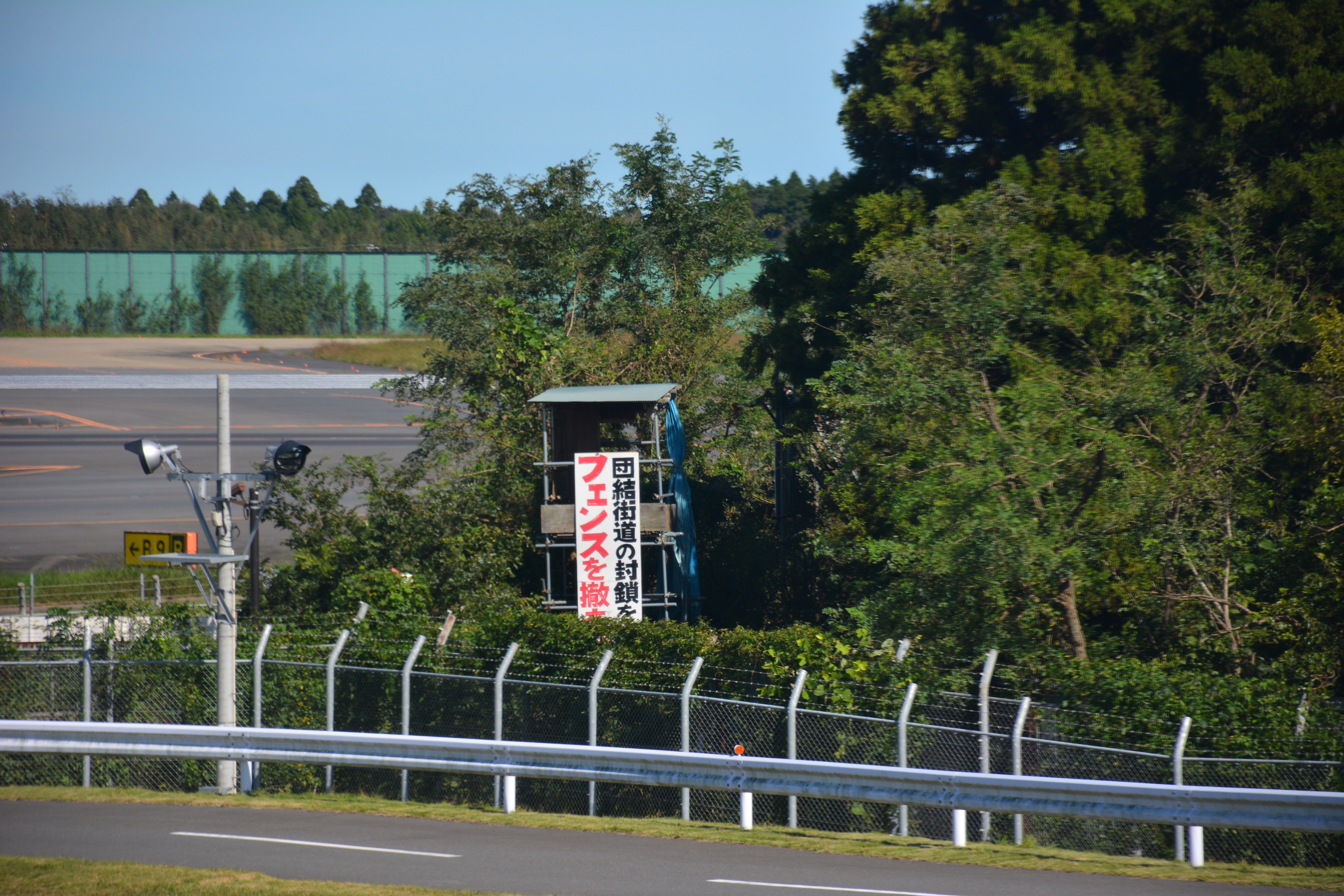
スローガン「団結街道の封鎖をやめろ！フェンスを撤去せよ！」（2016年）
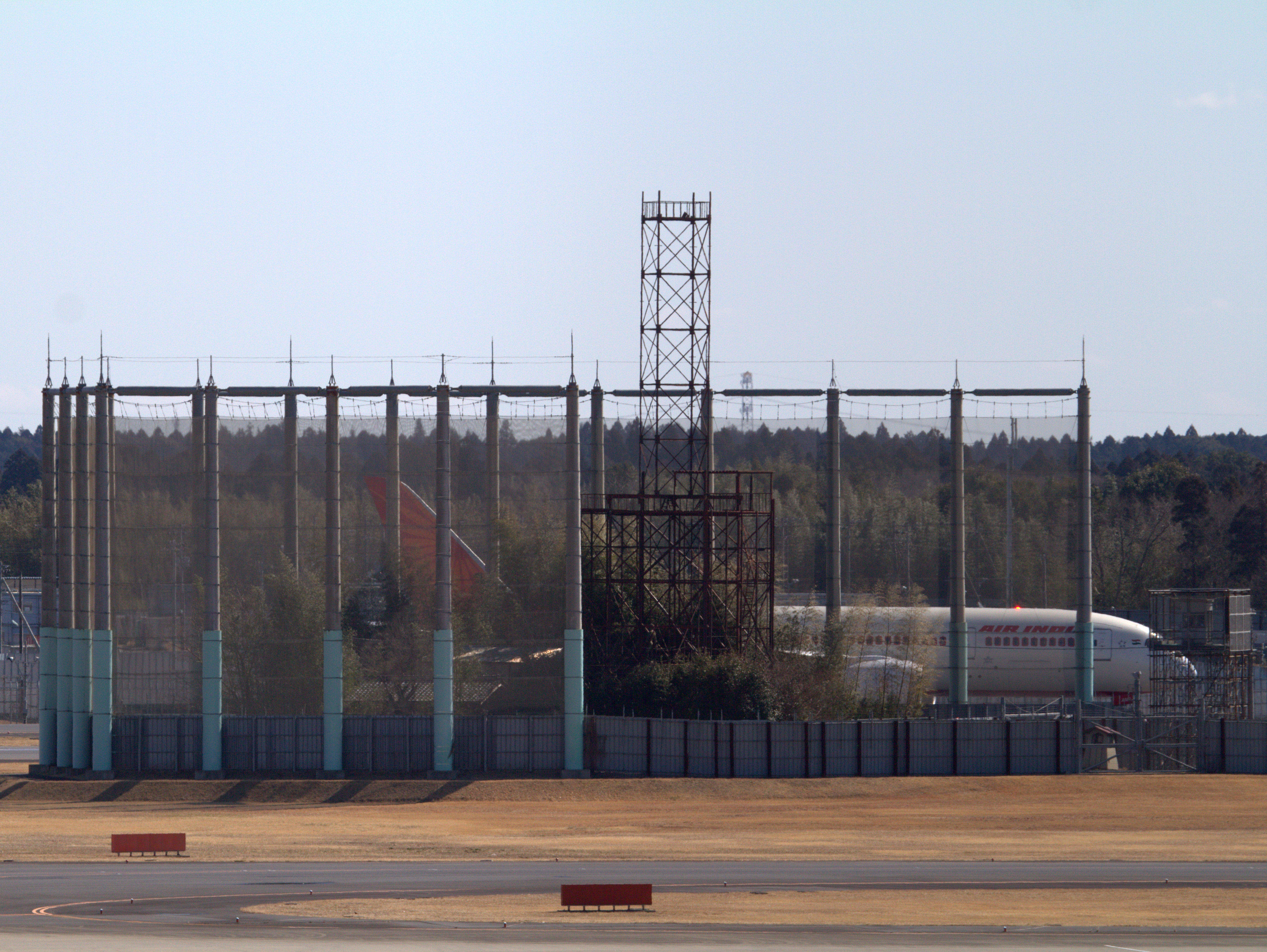
横堀大鉄塔（2017年）
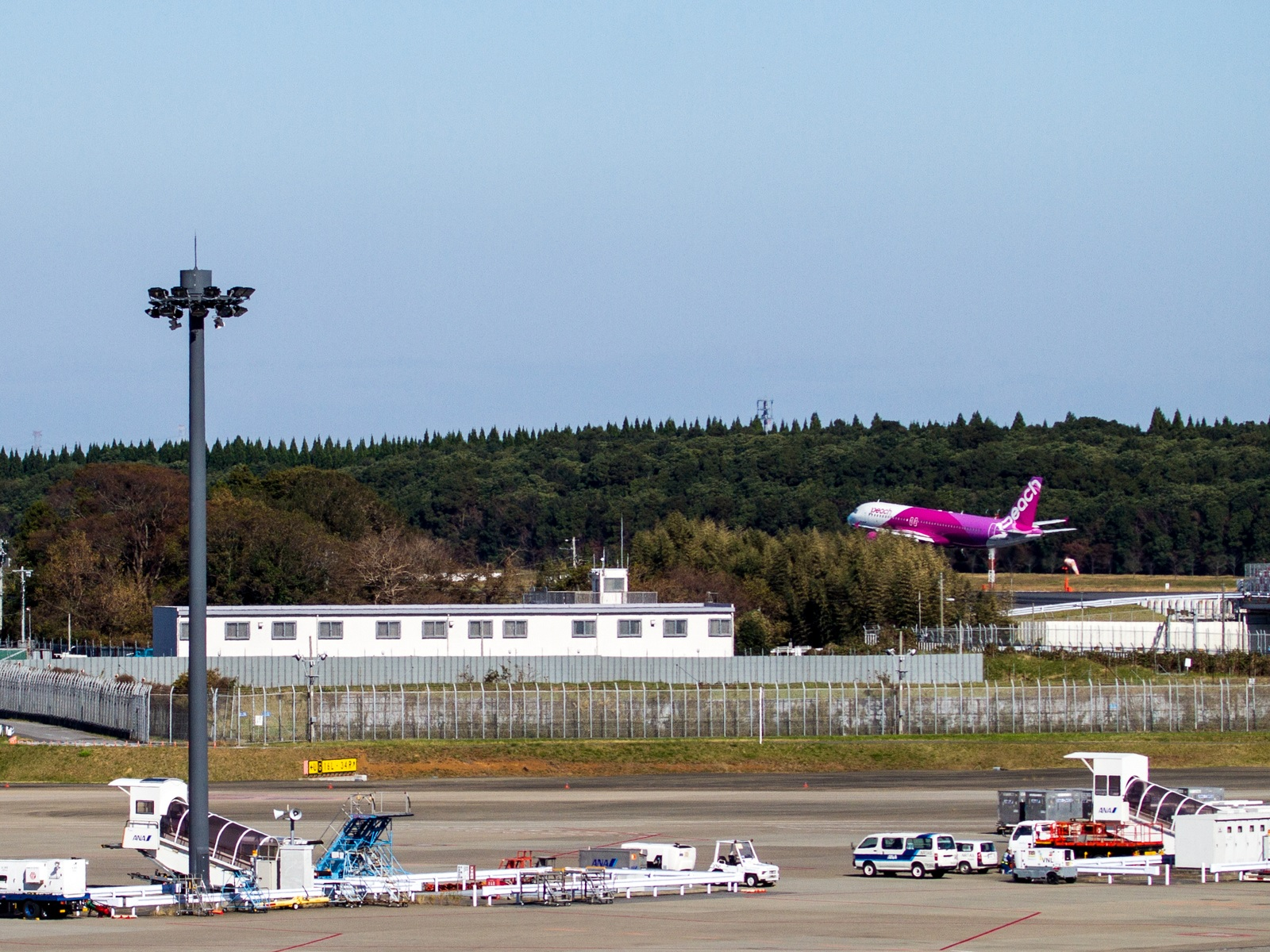
東峰・天神峰地区の未買収地※白い建物は警察施設（2017年）
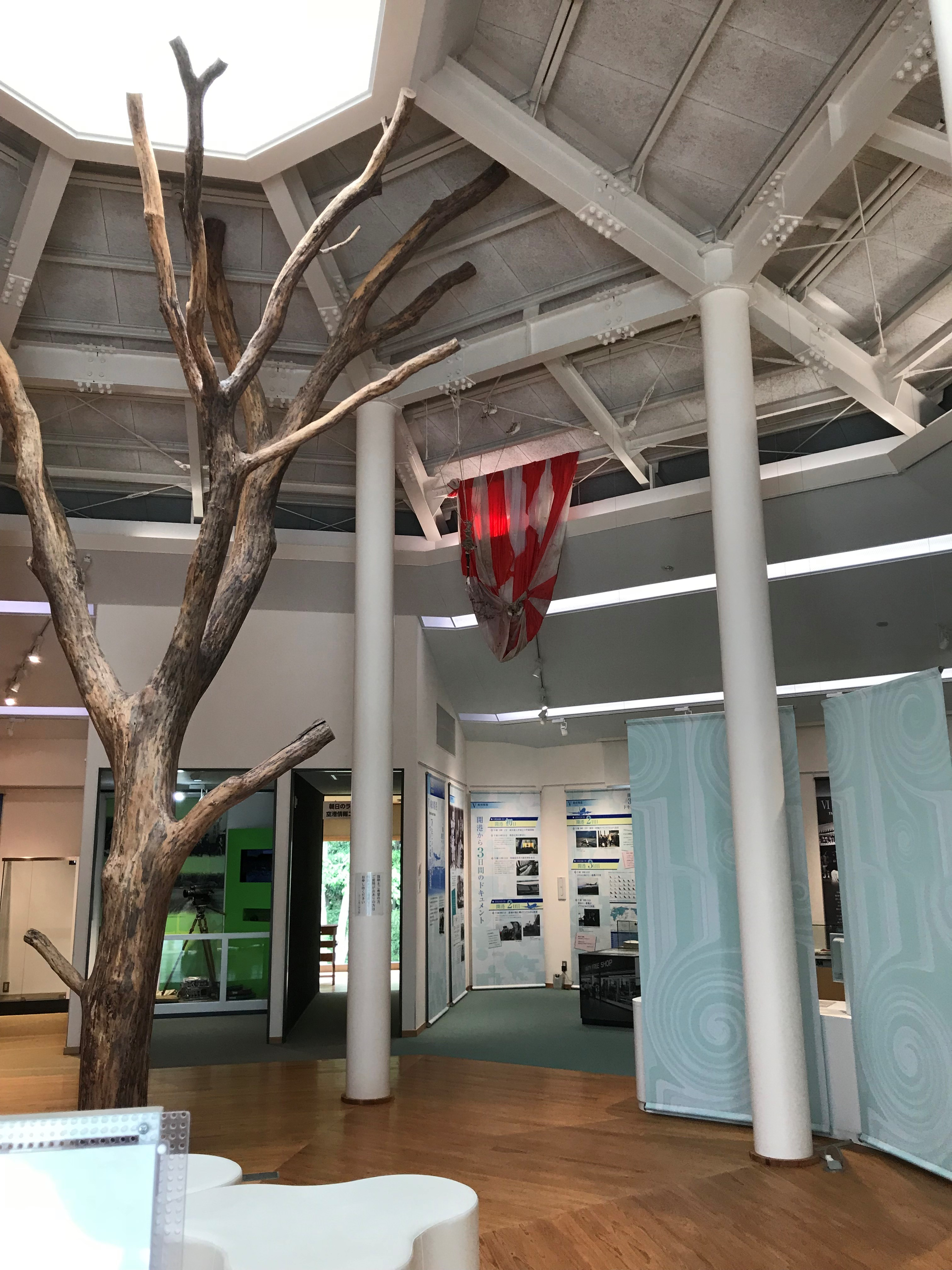
反対派が航空機運航妨害に用いた気球（「成田空港 空と大地の歴史館」展示）
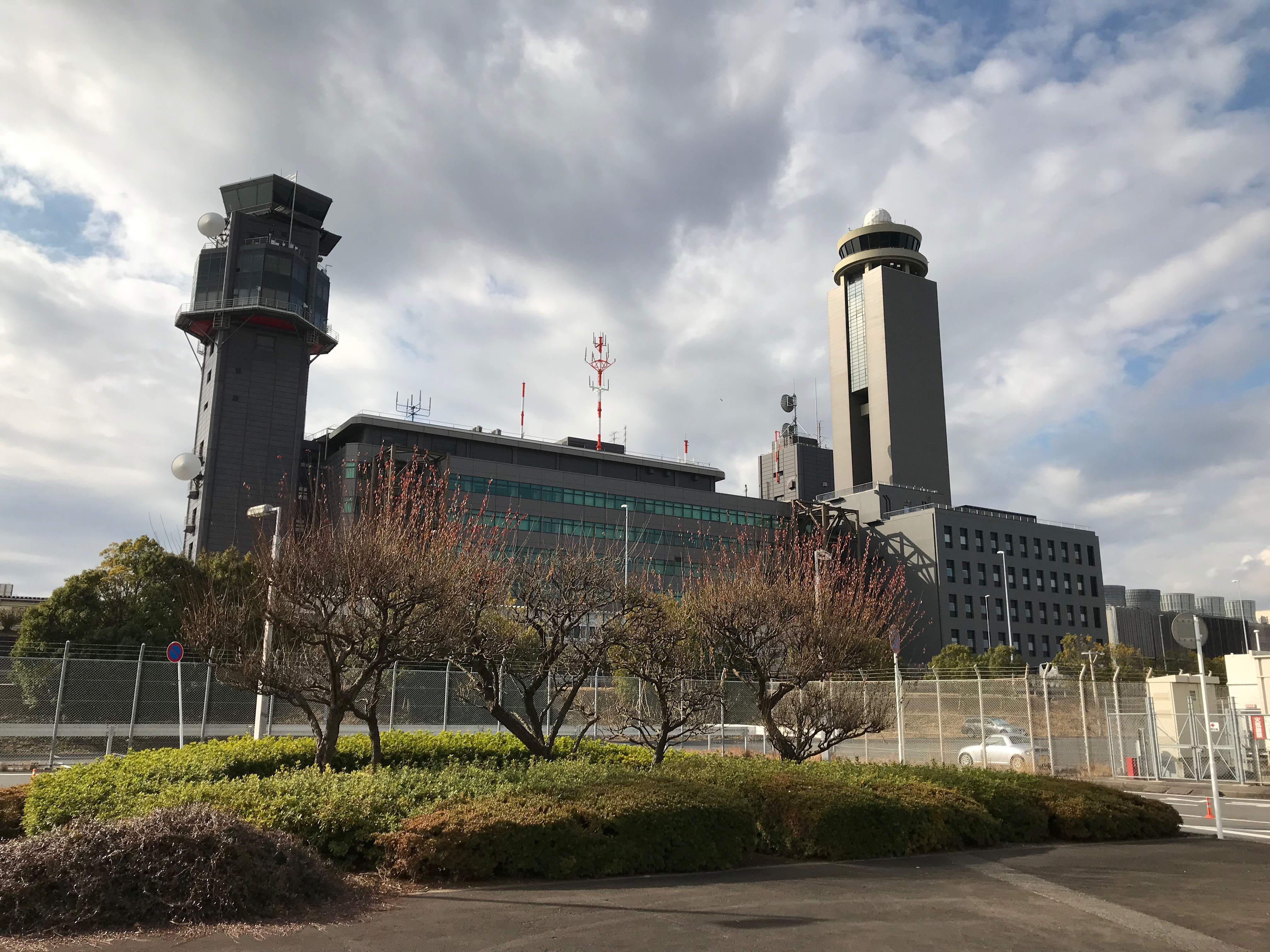
一坪共有地から移植された梅の木と旧管制塔（左側）
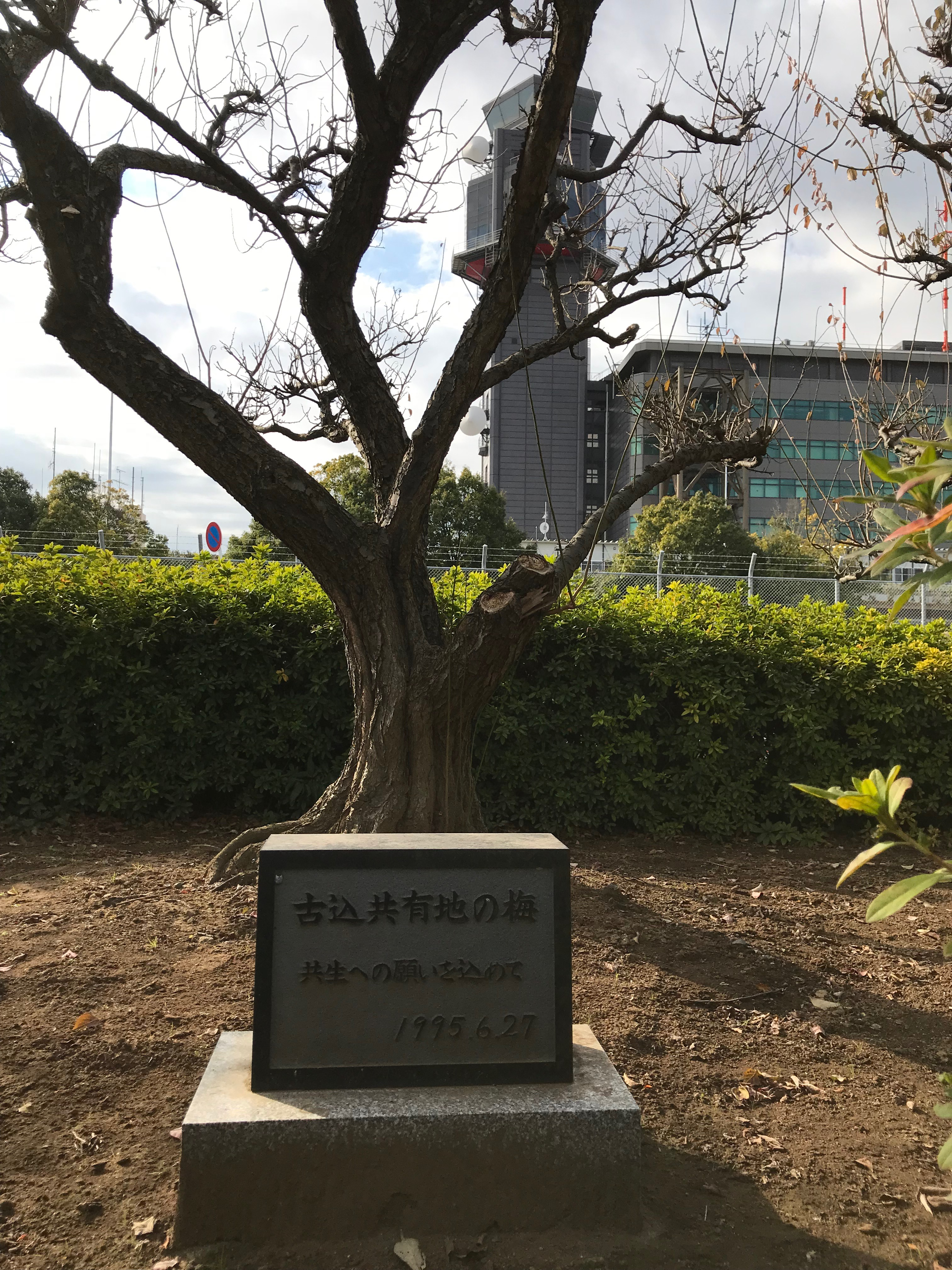
「古込共有地の梅 共生への願いを込めて 1995.6.27」
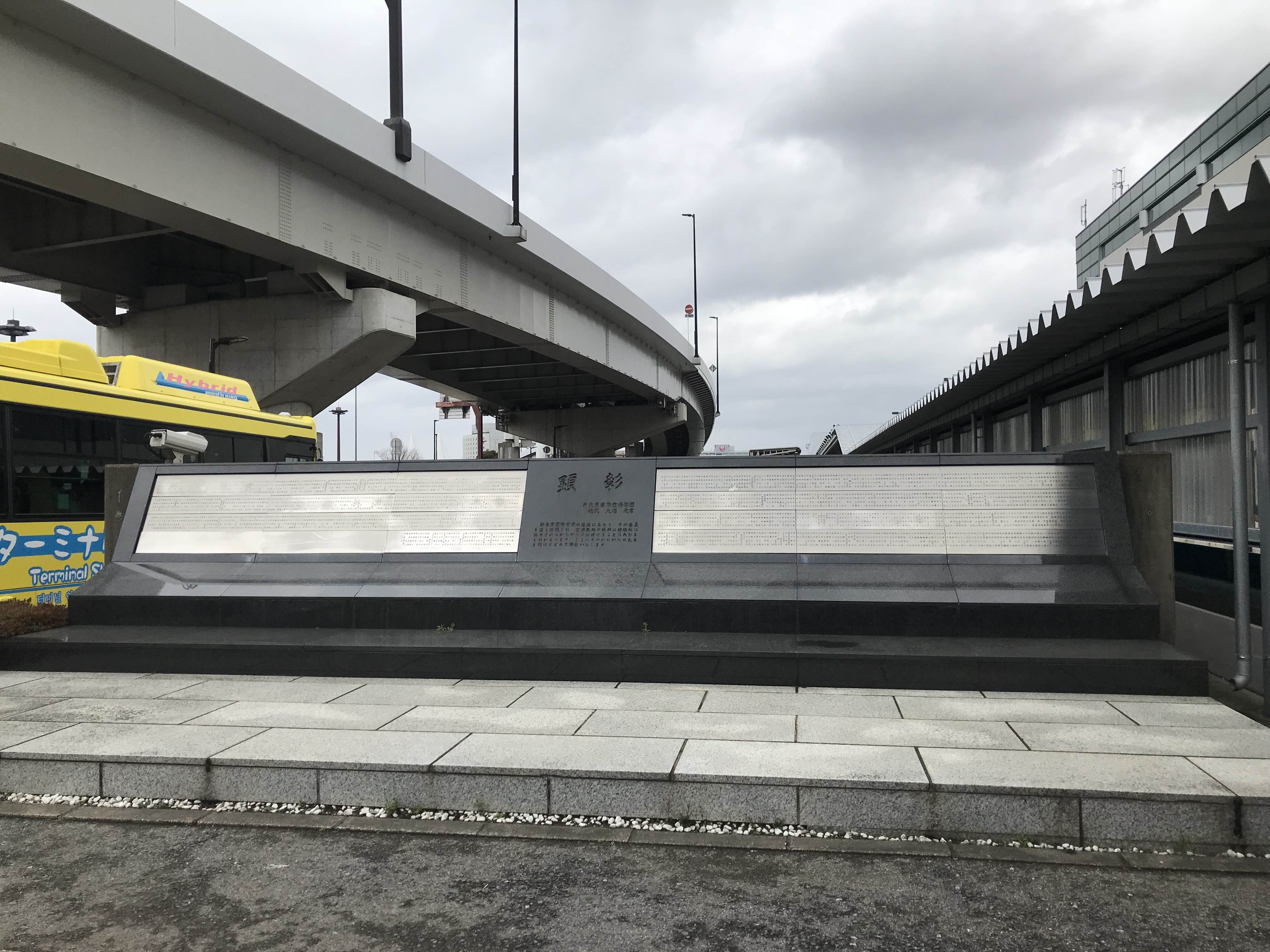
港内に設置されている、空港用地提供者の顕彰碑
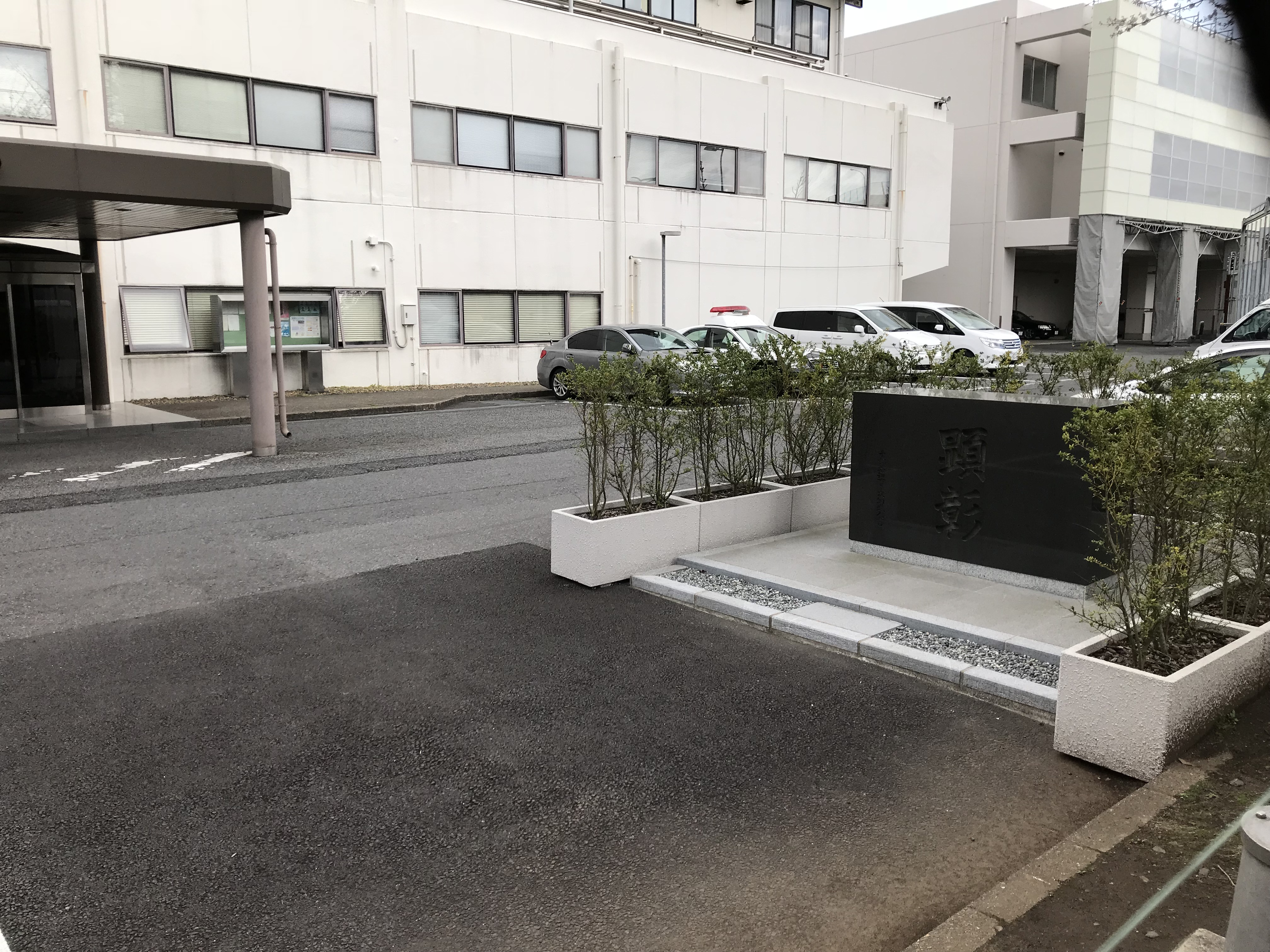
成田空港警備で殉職した警察官の顕彰碑
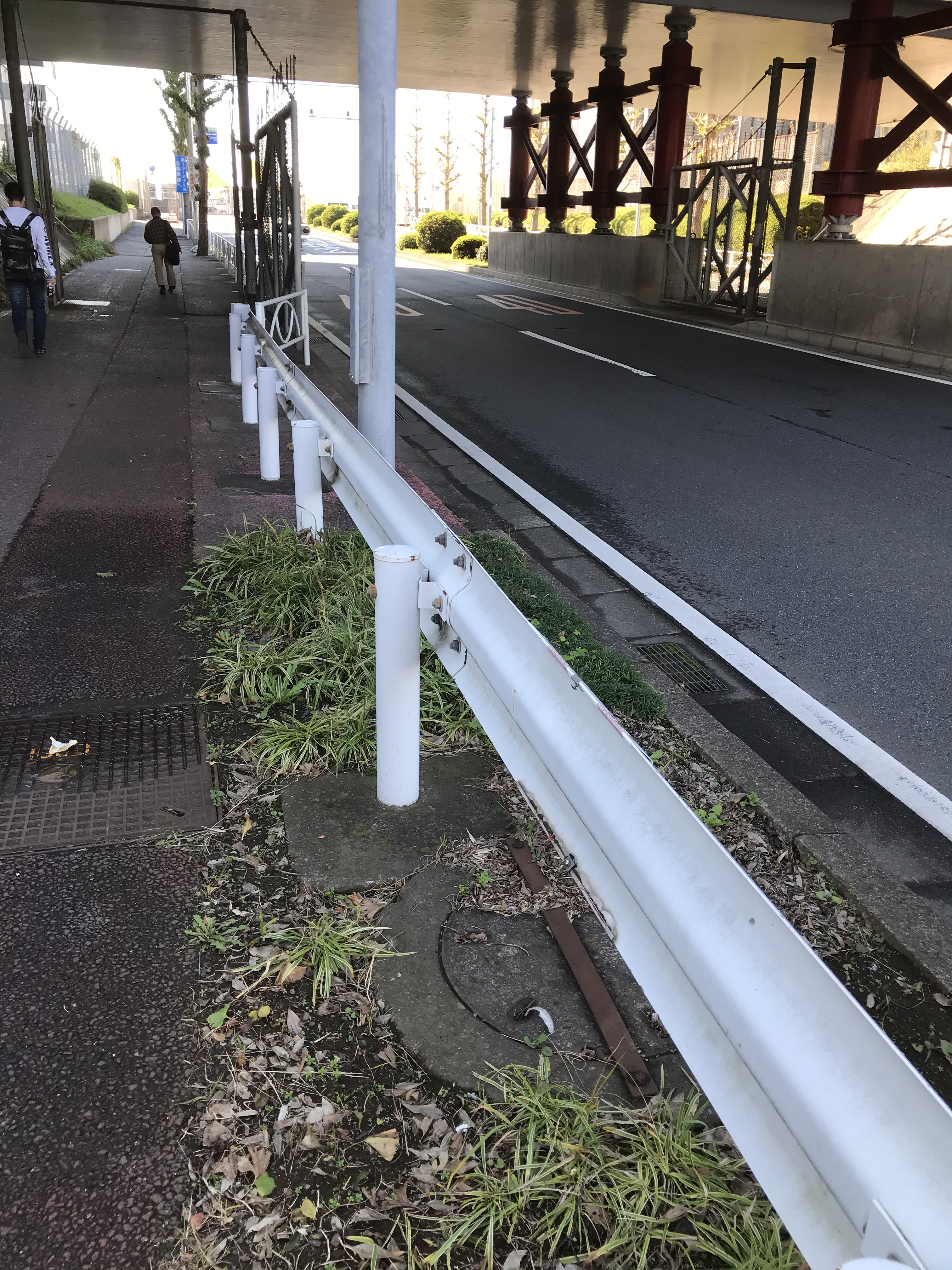
過激派対策で封印された、成田空港内のマンホール